# Océano Atlántico
El océano Atlántico es la parte del océano mundial de la Tierra que separa América —al oeste— de Europa y África —al este—. Se extiende desde el océano Ártico, en el norte, hasta el océano Austral, en el sur. Es el segundo océano más extenso de la Tierra tras el océano Pacífico. Ocupa el 20 % de la superficie del planeta, y el 26 % del total de tierras sumergidas. Es además el océano más joven del planeta, formado hace 200 millones de años por la división del supercontinente Pangea.
El Atlántico es un agente de importancia global en lo referente al clima, ya que de sus corrientes depende en buena medida el clima de los continentes ribereños. A lo largo de la historia ha supuesto una barrera cultural que ha separado los llamados Viejo y Nuevo Mundo hasta la llegada de la Era de los Descubrimientos, lo que supuso para el océano convertirse en un punto de intercambio comercial y cultural. Actualmente no ha perdido su importancia geoestratégica, convirtiéndose en escenario de grandes batallas desde el siglo XIX hasta ser escenario de conflictos en la Guerra Fría.
El ecuador terrestre lo divide artificialmente en dos partes, Atlántico Norte y Atlántico Sur. Su nombre procede del griego Atlas, uno de los titanes de la mitología griega. Alcanza su máxima profundidad en la fosa de Puerto Rico.
Se comunica artificialmente con el océano Pacífico a través del canal de Panamá, de forma natural a través del estrecho de Magallanes y el pasaje de Drake, con el océano Índico a través del canal de Suez y el sur de África.

## Origen del nombre

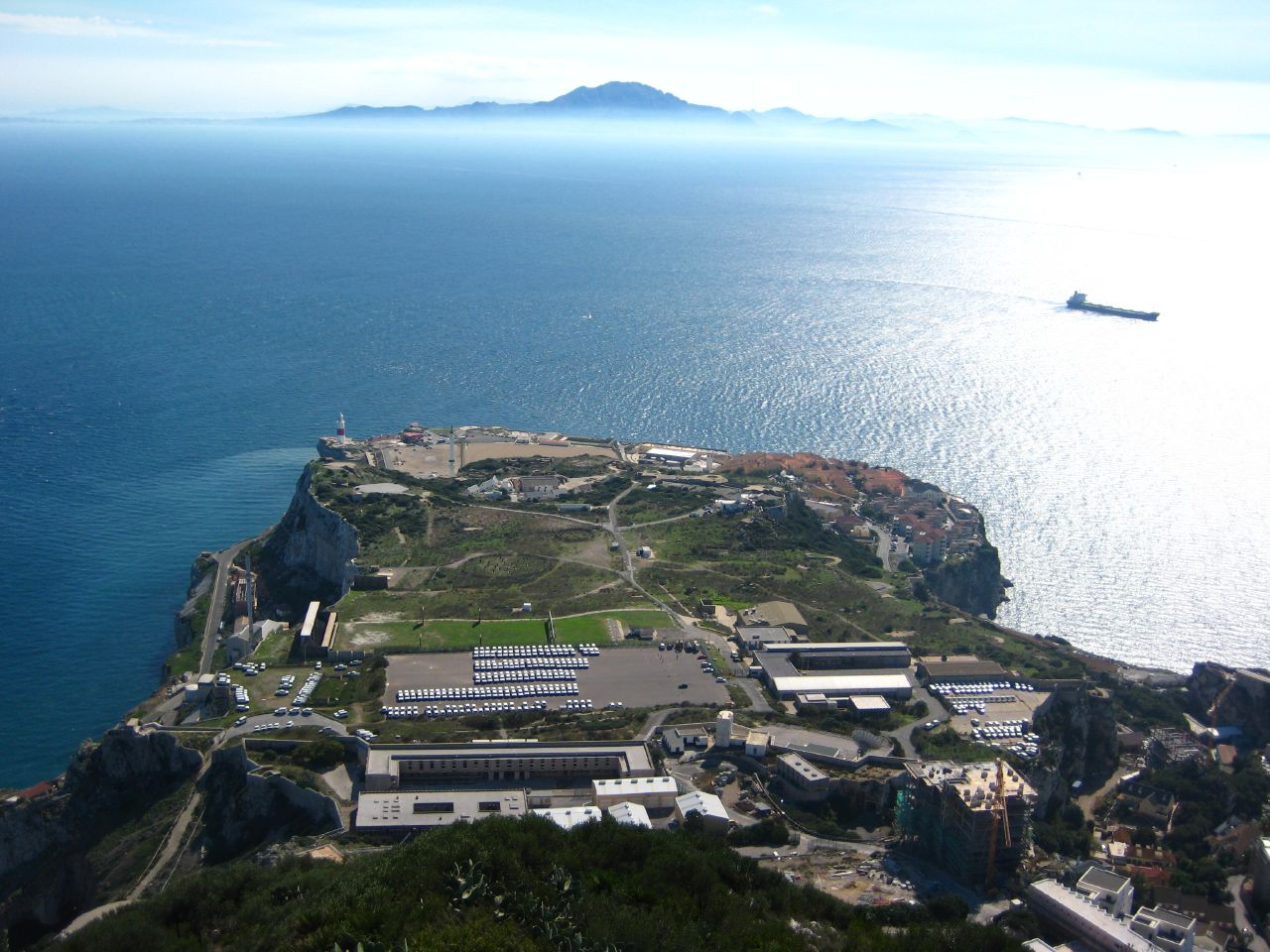
El estrecho de Gibraltar, límite entre el mar Mediterráneo y océano Atlántico.

El vocablo «Atlántico» provendría del titán «Atlas» que poseía, según la mitología griega, las columnas que soportan el cielo (en griego antiguo, tlaô, significa «portar» o «soportar»), de las que formaban parte las míticas Columnas de Hércules (actualmente el estrecho de Gibraltar). Por lo tanto, para los antiguos, este término designaba ante todo el mar que se encontraba más allá del estrecho, por oposición al mar Mediterráneo. Su nombre también podría venir de los pueblos libios de los atlantes, descritos por Heródoto, y que poblaban las riberas norteafricanas del océano Atlántico y las montañas del macizo del Atlas marroquí, en el noroeste de África. Durante la Edad Media y hasta aproximadamente mediados del siglo XVIII aparecía mencionado en los mapas y cartas de navegación con el nombre de Mar del Nord o Mar del Norte.[cita requerida]

## Geografía física

### Localización y delimitación de la IHO

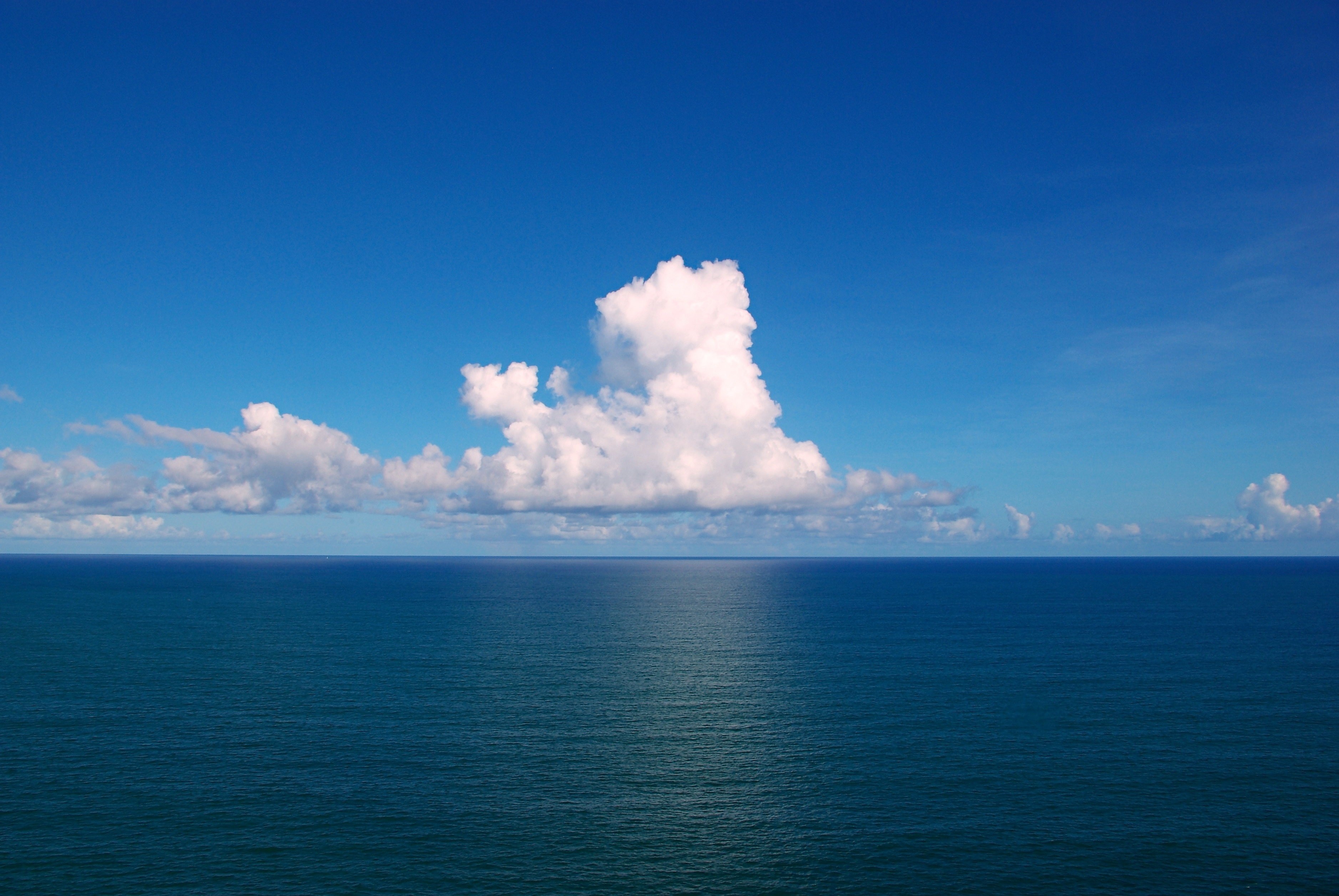
Vista del Atlántico en la costa de Brasil; este océano puede presentar un tiempo tranquilo como en la imagen, pero también es origen de huracanes.

El Atlántico se encuentra entre el continente americano y Eurafrasia, un término que designa a Europa, África y Asia como una sola entidad. La Tierra se compone de cinco océanos que forman un solo cuerpo de agua salada, siendo los límites entre ellos a menudo arbitrarios, lo que da lugar a cierta controversia (caso de los límites entre los océanos Atlántico y Ártico, en especial).
La máxima autoridad internacional en materia de delimitación de mares a efectos marítimos, la Organización Hidrográfica Internacional («International Hydrographic Organization, IHO), en su publicación de referencia mundial, «Limits of oceans and seas» (Límites de océanos y mares, 3.ª edición de 1953), considera el océano Atlántico como dividido en dos partes, Norte y Sur (les asigna los números de identificación 23 y 32) y los define de la forma siguiente:

OCÉANO ATLÁNTICO NORTE

Al oeste. Los límites orientales del mar Caribe (21); los límites sureste del golfo de México (26), desde la costa norte de Cuba a cayo Hueso; el límite suroeste de la bahía de Fundy (25); y los límites sureste y noreste del golfo de San Lorenzo (24).

Al norte. El límite sur del estrecho de Davis (15), desde la costa de Labrador hasta Groenlandia; y el límite suroeste del mar de Groenlandia (5) y el mar de Noruega (6) desde Groenlandia hasta las islas Shetland.

Al este. El límite noroeste del mar del Norte (4); los límites occidental y septentrional del mar de Escocia (18); el límite sur del mar de Irlanda (19); los límites occidentales del canal de Bristol (20), del canal de la Mancha (21), del golfo de Vizcaya (22) y del mar Mediterráneo (28).

Al sur. El ecuador, desde la costa del Brasil al límite suroeste de golfo de Guinea (34).

OCÉANO ATLÁNTICO SUR

Al suroeste. El meridiano del cabo de Hornos (67°16'O) desde Tierra del Fuego al continente Antártico; una línea trazada desde el cabo Vírgenes (52°21'S, 68°21'O) al cabo del Espíritu Santo, Tierra del Fuego, la entrada oriental al estrecho de Magallanes.

Al oeste. El límite del Río de La Plata (33).

Al norte. El límite sur del océano Atlántico Norte (23).

Al noreste. El límite del golfo de Guinea (34).

Al sureste. Desde cabo Agulhas a lo largo del meridiano 20° Este hasta el continente Antártico.

Al sur. El continente Antártico.
Limits of oceans and seas, pág. 10 y 18-19.

Téngase en cuenta que estas definiciones excluyen cualquiera de los cuerpos de agua marginales que la IHO define por separado —como el mar del Norte (4), mar de Groenlandia (5), mar de Noruega (6), estrecho de Davis (15), mar de Scotia (18), mar de Irlanda (19), canal de Bristol (20), canal de la Mancha (21), mar Caribe (21), golfo de Vizcaya (22), golfo de San Lorenzo (24), bahía de Fundy (25), golfo de México (26), mar Mediterráneo (28), Río de La Plata (33) y golfo de Guinea (34)— aunque a efectos oceanográficos suelen ser considerados como parte del Atlántico.
En 2000, la Organización Hidrográfica Internacional redefinió el Atlántico, trasladando su límite sur hasta los 60°S, siendo las aguas al sur de esa línea identificadas como el océano Austral. En 2001 se estipulan los siguientes límites oceánicos.

CAPÍTULO 1 - OCÉANO ATLÁNTICO NORTE

1. Océano Atlántico Norte

Su límite septentrional, entre Islandia y Groenlandia, se ha ajustado al límite meridional del Océano Ártico (Ver 9.6)
(...)
CAPÍTULO 4 - OCÉANO ATLÁNTICO SUR

4. Océano Atlántico Sur

El límite entre el océano Atlántico Sur y el estrecho de Magallanes ha sido modificado de acuerdo con las conclusiones del Tratado de Paz y Amistad entre Argentina y Chile de 1985, es decir, desde cabo del Espíritu Santo (52°39'S - 68°37'W) a punta Dungeness (52°24'S - 68°26'O).
La ubicación de la esquina noroeste del pasaje de Drake ha cambiado desde el cabo de Hornos más al oeste hasta la isla Waterman (55°25'S - 70°00'O), según lo propuesto por el Reino Unido y acordado por Rusia y Chile.

Esta nueva definición aún no ha sido ratificada (ha sido presentada una reserva por Australia) aunque está en uso por la Organización Hidrográfica Internacional y otros organismos. Siempre y cuando se adopte, la definición del 2000 será publicada en la 4.ª edición de Límites de océanos y mares, restableciendo el océano Antártico como se indicaba en la 2.ª edición y que posteriormente fue omitido en la 3.ª edición.
La imagen que se muestra al comienzo de este artículo representa el Atlántico en un planisferio terrestre. Como se muestra en esa imagen, el Atlántico a menudo aparece dividido entre Atlántico Norte y Atlántico Sur, siguiendo una corriente oceánica que se produce aproximadamente hacia los 8° de latitud norte (la IHO emplea la línea del ecuador).

### Teorías de delimitación natural entre el océano Atlántico y Pacífico

Mapa que muestra la propuesta presentada por la tesis denominada «Delimitación natural entre los océanos Pacífico y Atlántico Sur por la zona de Fractura Shackleton».

Investigaciones científicas han planteado la existencia de un límite natural entre el océano Atlántico y Pacífico, existiendo la teoría de delimitación natural entre los océanos Pacífico y Atlántico Sur por la zona de Fractura Shackleton y la teoría de delimitación natural entre los océanos Pacífico y Atlántico Sur por el arco de las Antillas Australes, la primera estando más vigente que la segunda.

### Características

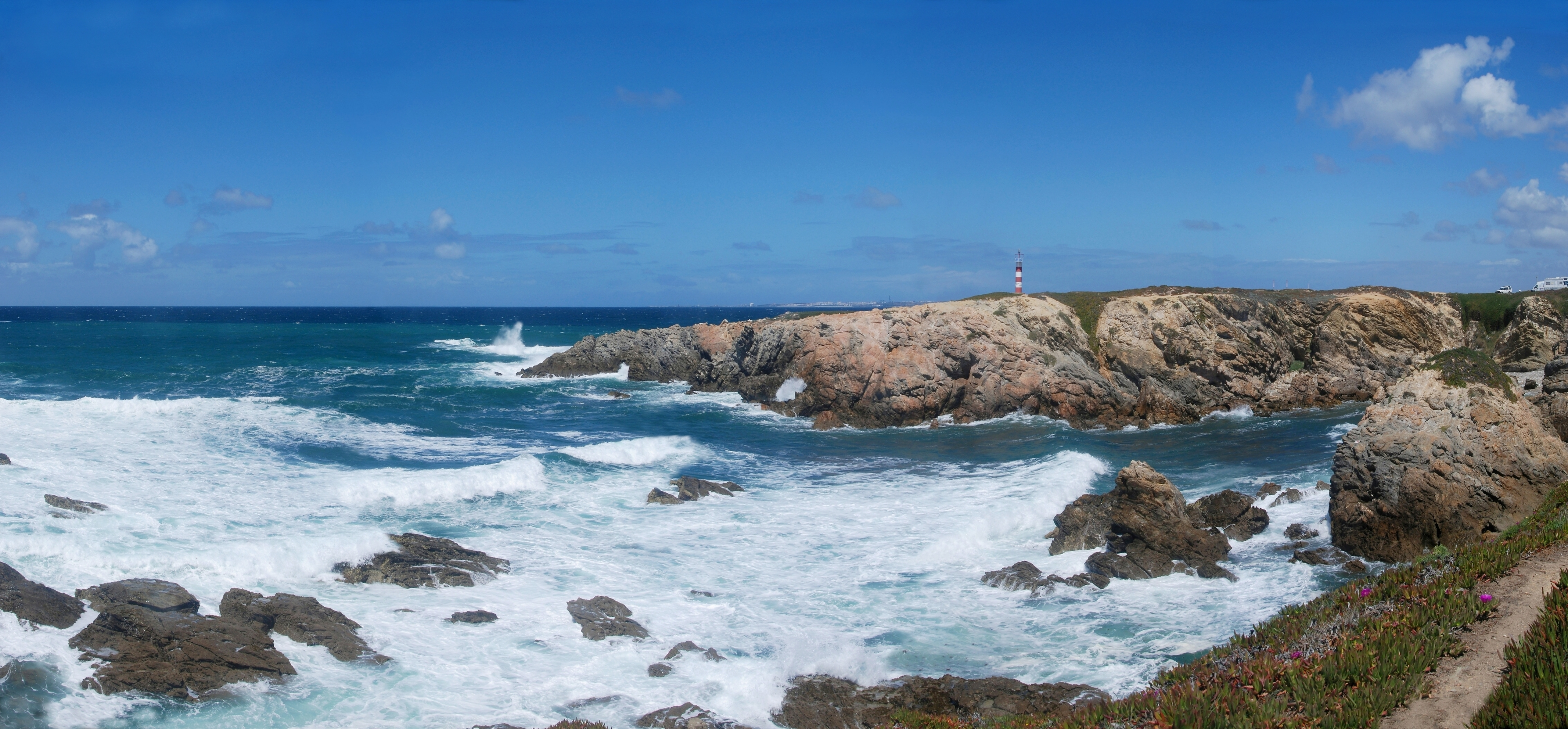
El Atlántico, como se ve desde la costa oeste de Portugal.

El Atlántico tiene forma de la letra «S», siendo el segundo océano más extenso de la Tierra, tras el Pacífico, y comprende aproximadamente el 20 % de su superficie. Sus aguas se extienden sobre un área de 81 760 000 km² o 106,5 millones contando los mares adyacentes. Su volumen es de 354,7 millones de km³, si se cuentan los mares adyacentes, o 323,6 km³, si no se consideran.
La anchura del Atlántico varía desde los 2848 km (entre Brasil y Liberia), a los 4870 km (entre Estados Unidos y Marruecos). Su máxima anchura es de 11 800 km, en un recorrido que va desde el golfo de México hasta Georgia, en las costas del mar Negro.
Las cordilleras marinas situadas entre la isla de Baffin, Groenlandia y Escocia se han establecido, de modo convencional, como el límite entre el océano Glacial Ártico y el Atlántico Norte.
Al este, el estrecho de Gibraltar forma el límite con el mar Mediterráneo; al oeste, el arco formado por las islas del Caribe lo separan del mar Caribe.
Al oeste existe una conexión artificial entre el Atlántico y el Pacífico por el canal de Panamá.
Al sureste, la separación con el Índico se establece, de modernas convenciones, por el meridiano de 20° E. Al suroeste la divisoria se ha establecido sobre el meridiano que une el cabo de Hornos con la Antártida, en aguas del pasaje de Drake.
Tiene una profundidad media de 3900 m, que se obtiene gracias a una gran meseta cercana a los 3000 m de profundidad que constituye casi todo su fondo, unida a las grandes depresiones que se encuentran en los bordes de la misma y que llegan a los 8380 m en las inmediaciones de Puerto Rico. A pesar de esto, el número de islas es relativamente pequeño.
La salinidad del Atlántico es de unos 36 gramos de sal por litro de agua y las especies más pescadas son la sardina, el arenque y el bacalao. Además, es el océano más difícil de la Tierra desde el punto de vista comercial.
| Océano            | Superficie (en km²) | Índice de comparación (*) |
| ----------------- | ------------------- | ------------------------- |
| Atlántico         | 81 760 000          | 1                         |
| Pacífico          | 165 000 000         | 1,91                      |
| Índico            | 75 600 000          | 0,80                      |
| Glacial Antártico | 20 327 000          | 0,22                      |
| Glacial Ártico    | 14 090 000          | 0,15                      |

(*) El índice se calcula tomando como referencia la superficie del Atlántico en 1.

### Mares lindantes
Los mares costeros, mares de borde o mares adyacentes, son los mares que forman parte del Atlántico, pero que en razón de su propia configuración y/o controversias relacionadas con su inclusión o no en el conjunto, motivan que las características del Atlántico sean dadas con o sin sus mares. El mismo océano Glacial Ártico es un caso especial, ya que se corresponde con la definición de un mar marginal, aunque, según las obras, se haga referencia a él como un océano pleno o como un mar marginal del Atlántico. Por ello, el área del Atlántico varía de acuerdo con el estatus que se le de al océano Ártico.
| Designación                                  | Localización                                                                    | Superficie (en km²) |
| -------------------------------------------- | ------------------------------------------------------------------------------- | ------------------- |
| Mar Caribe                                   | Entre México, América del Sur, América Central, Cuba y las Antillas             | 2 640 000           |
| Mar Mediterráneo                             | Entre África, Europa y Asia                                                     | 2 510 000           |
| Golfo de México                              | Entre México, Cuba y Estados Unidos                                             | 1 550 000           |
| Mar de Noruega                               | Entre Noruega e Islandia                                                        | 1 380 000           |
| Mar de Groenlandia                           | Entre las Groenlandia e Islandia                                                | 1 205 000           |
| Mar del Norte                                | Entre las islas británicas, Bélgica Países Bajos, Alemania y Escandinavia       | 575 000             |
| Mar Báltico, incluido el Kattegat            | Entre Europa del este y Escandinavia                                            | 450 000             |
| Mar Negro                                    | Entre Bulgaria, Georgia, Rumania, Rusia, Ucrania y Turquía                      | 420 000             |
| Golfo de San Lorenzo                         | Al final del estuario del San Lorenzo                                           | 155 000             |
| Canal de la Mancha                           | Separa Francia de Gran Bretaña                                                  | 75 000              |
| Mar de Azov                                  | En contacto con el mar Negro                                                    | 37 600              |
| Golfo de Venezuela                           | En contacto con el mar Caribe                                                   | 17 600              |
| Mar de la Zona Austral                       | En el límite con el océano Pacífico al sur del archipiélago de Tierra del Fuego |                     |
| Total de mares costeros sin el océano Ártico | Total de mares costeros sin el océano Ártico                                    | 7 152 600           |
| Océano Ártico                                | Alrededor del Polo Norte                                                        | 14 090 000          |
| Total de mares costeros con el océano Ártico | Total de mares costeros con el océano Ártico                                    | 21 242 600          |

Además de estos mares costeros, se usan otras denominaciones para denominar áreas específicas, como mar Argentino, mar Cantábrico, mar de Irlanda o mar de los Sargazos, que no siempre se corresponden con criterios oceanográficos y que en su mayor parte responden a usos geográfico-culturales. Asimismo, algunos de los mares costeros están a su vez divididos en otros mares, como el Mediterráneo o el Báltico.

## Geología

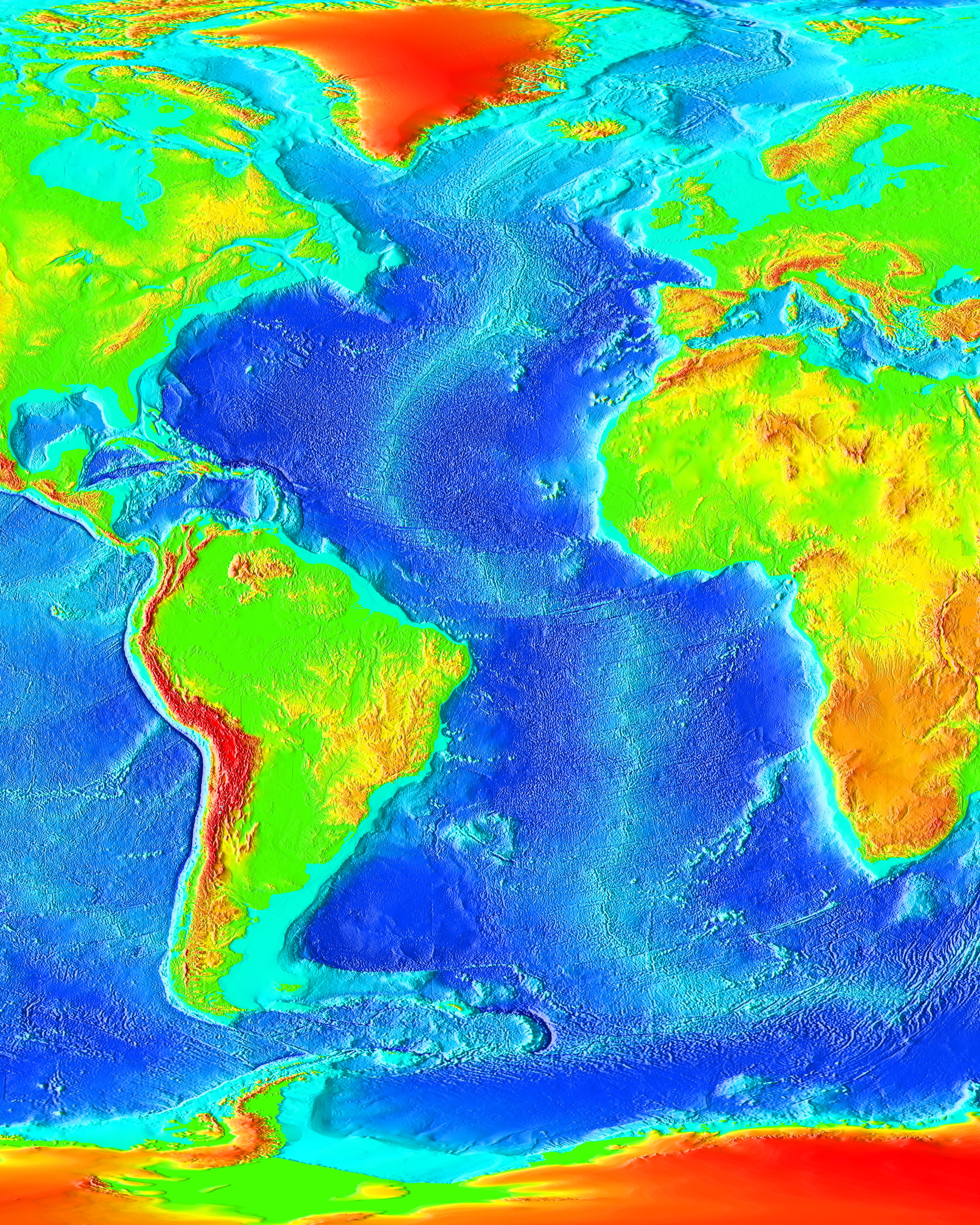
Batimetría del Atlántico, notar como casi en la mitad de la extensión del Atlántico discurre de norte a sur una cordillera volcánica submarina (inmersa en algunas islas como Islandia), se trata de la Dorsal Mesoatlántica una de las cordilleras más prolongadas del planeta Tierra.

La principal característica del fondo marino (batimetría) del Atlántico es una gran cadena montañosa submarina que lo atraviesa de norte a sur, denominada la dorsal mesoatlántica, la cual se forma en el límite de cuatro placas tectónicas: Euroasiática, Norteamericana, Sudamericana y Africana.
La dorsal se extiende desde Islandia al norte hasta aproximadamente 58° de latitud sur, consiguiendo una anchura máxima de 1600 km, aproximadamente. La profundidad del agua sobre la dorsal es inferior a 2700 metros en muchas zonas, y algunos picos sobresalen del agua, formando islas.
El fondo oceánico se cree que es, en general, bastante plano, aunque hay abundantes montañas submarinas, además de fosas de gran profundidad. La fosa de Puerto Rico, en el Atlántico Norte, es la más profunda. En el Atlántico Sur, la fosa de las Sandwich del Sur llega a una profundidad de 8428 m. Una tercera fosa, la fosa Romanche, está situada cerca del ecuador y tiene 7760 m. Las plataformas en los márgenes continentales constituyen alrededor del 11 % del fondo. Además, existen un cierto número de canales profundos que cortan las plataformas.
Los sedimentos oceánicos están compuestos de materiales terrígenos, pelágicos y autigénicos. Los depósitos terrígenos consisten en arena, barro, y partículas rocosas formadas por erosión, desgaste, y actividad volcánica en tierra y transportada después al mar. Estos materiales se encuentran abundantemente en las plataformas continentales y lo son aún más delante de las desembocaduras de los grandes ríos o de costas desérticas.
Los depósitos pelágicos, contienen restos de organismos que se hundieron en el fondo oceánico, incluyen arcillas rojas, Thecosomatas y Globigerina, entre otros. Cubren la mayoría del suelo marino y varían en grosor entre 60 m y 3300 m; son más gruesos en las zonas de convergencia y de afloramiento de agua.
Los materiales autigénicos consisten en materiales como nódulos de manganeso. Tienen lugar donde hay poca sedimentación o bien donde las corrientes gradúan los depósitos. También se encuentran grandes yacimientos de metano casi siempre en las zonas más profundas de las cuencas del Atlántico, por ejemplo en la Cuenca Argentina o en el seno del golfo de México.

### Historia geológica

Pangea Animación que representa la separación de los continentes hasta la formación del Atlántico tal y como lo conocemos hoy.

En la antigüedad los continentes estaban unidos en un gran continente llamado Pangea, cuando los continentes conocidos hoy como África y América comenzaron a dividirse quedó expuesto un gran vacío que se llenó de agua salina proveniente del Pacífico y Antártico.
El Atlántico comenzó a formarse hace unos 150 millones de años en la era de Jurásico, cuando el antiguo supercontinente denominado Pangea se fragmentó, dando lugar a la formación de grandes mares entre las placas continentales que se alejaban entre sí, separadas por las dorsales oceánicas.
Finalmente y tras la separación completa de América del antiguo continente quedó formado un océano de aproximadamente 91 millones de km².

## Características del agua

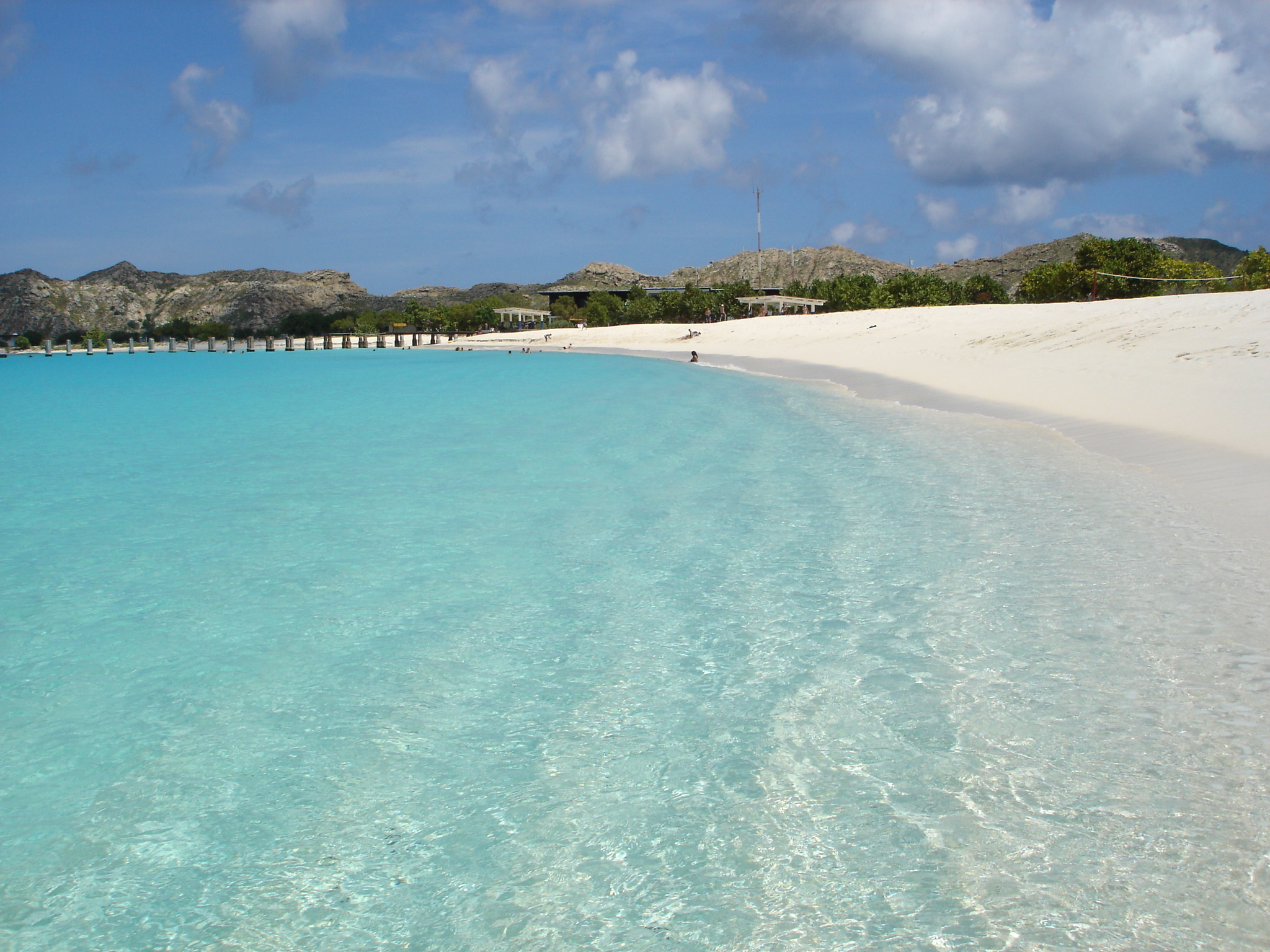
Vista de una playa de la isla de la Orchilla, en Venezuela.

## Clima

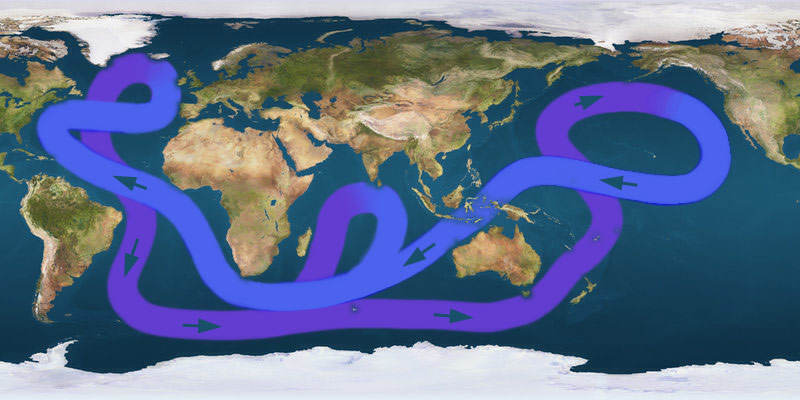
Corrientes termohalinas. El Atlántico es un importante agente regulador de la temperatura, al enviar calor desde los trópicos a las zonas templadas.

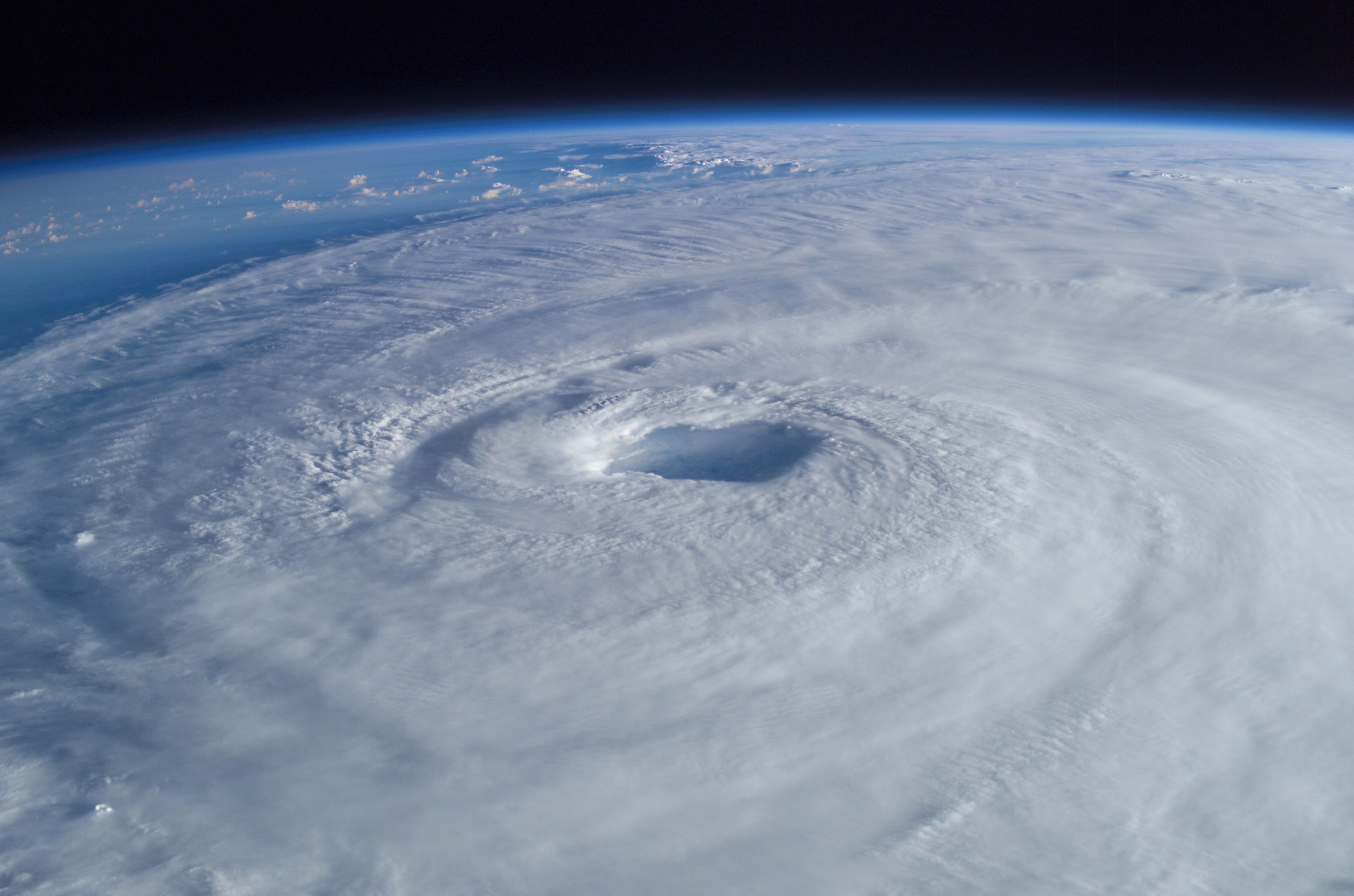
El huracán Isabel desde la Estación Espacial Internacional. Los huracanes son frecuentes en el Atlántico Central en la temporada de huracanes y son un grave problema en los países ribereños.

## Galería

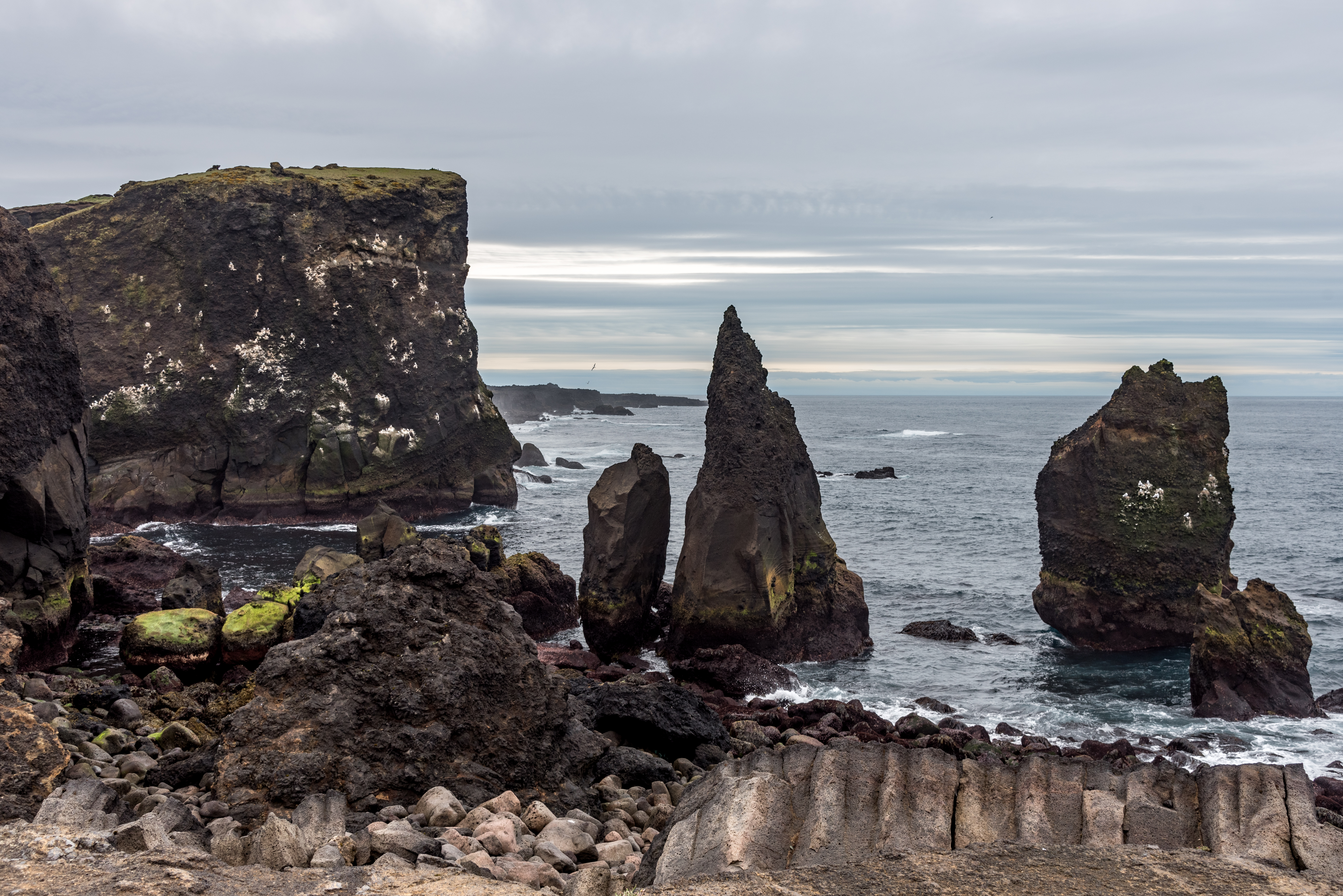
Valahnúkamöl, Región Suðurnes, en el sur de Islandia.
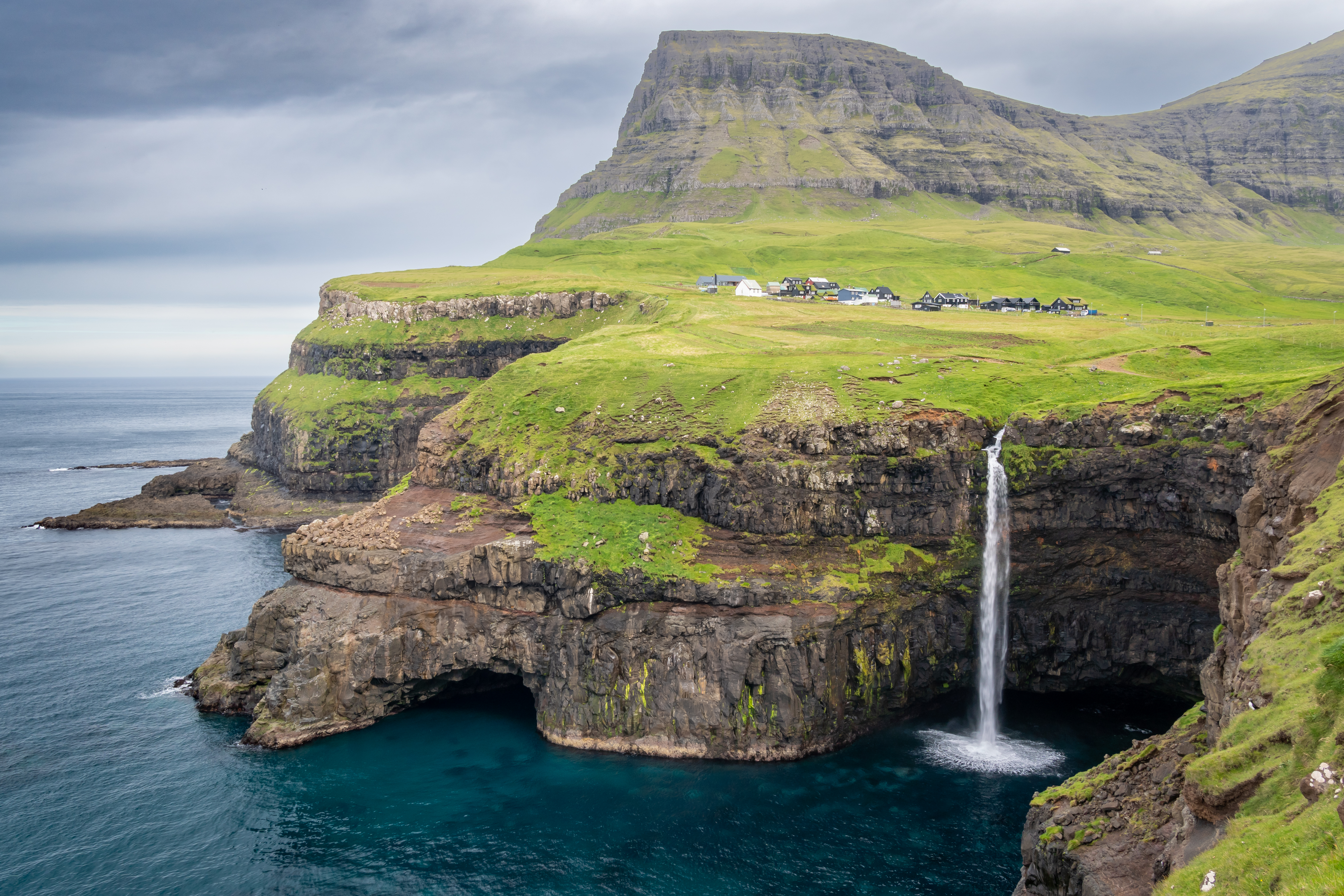
Cascada Mulafossur, en las Islas Feroe (Dinamarca).
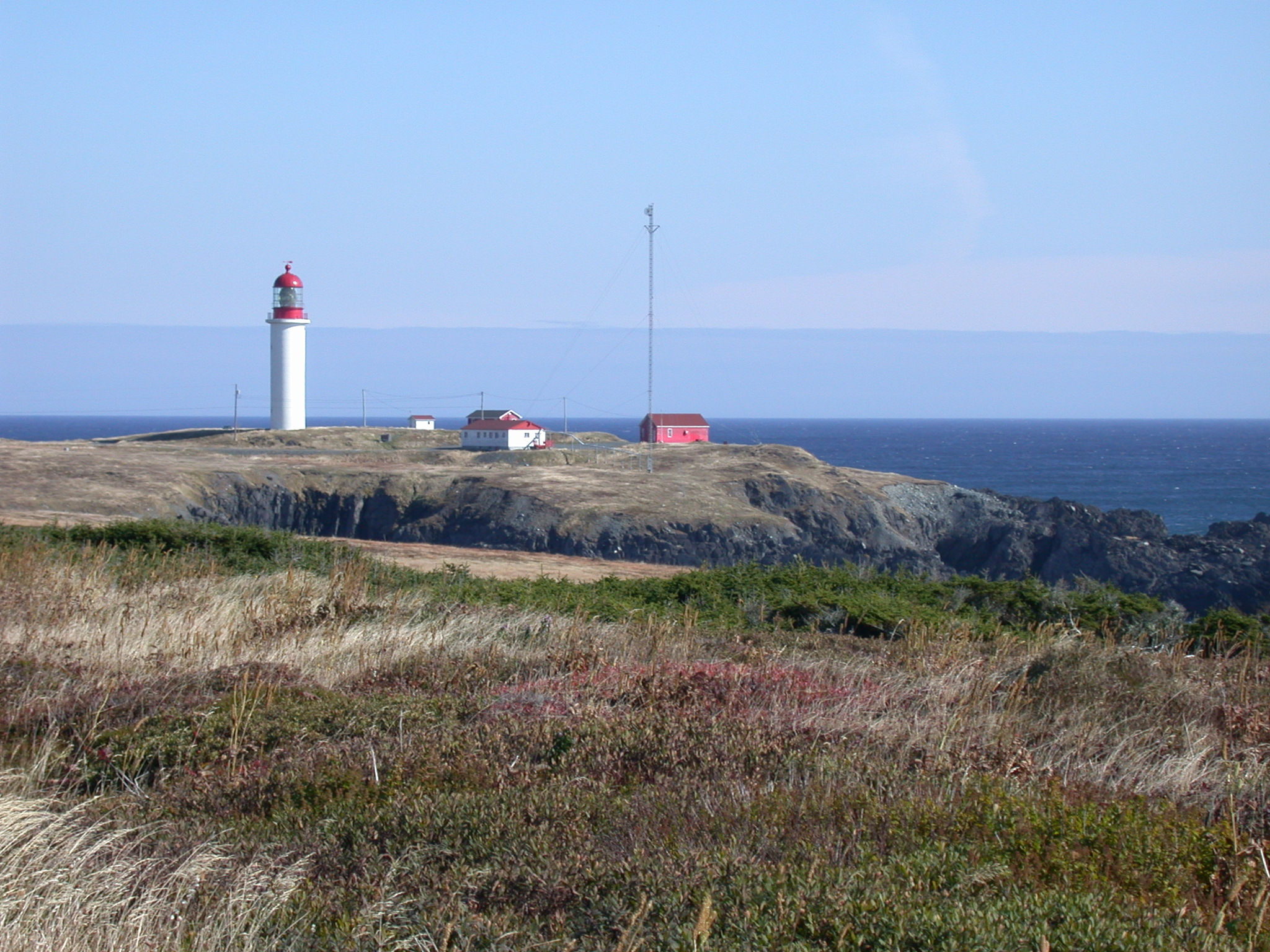
Faro de Cabo Race, Península de Avalon, en la isla de Terranova (Canadá).
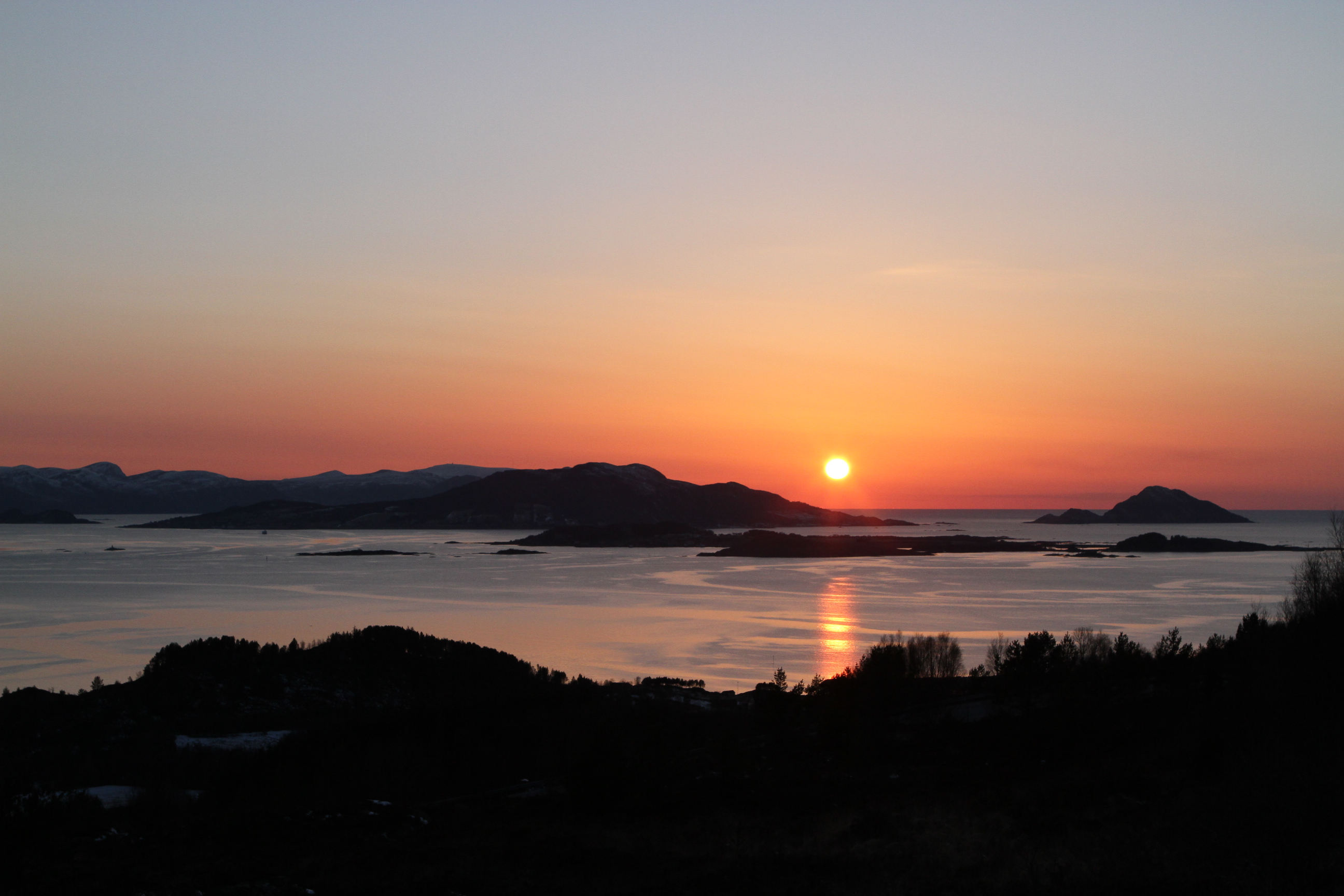
El Atlántico en la localidad de Larsnes, fiordos de Noruega.
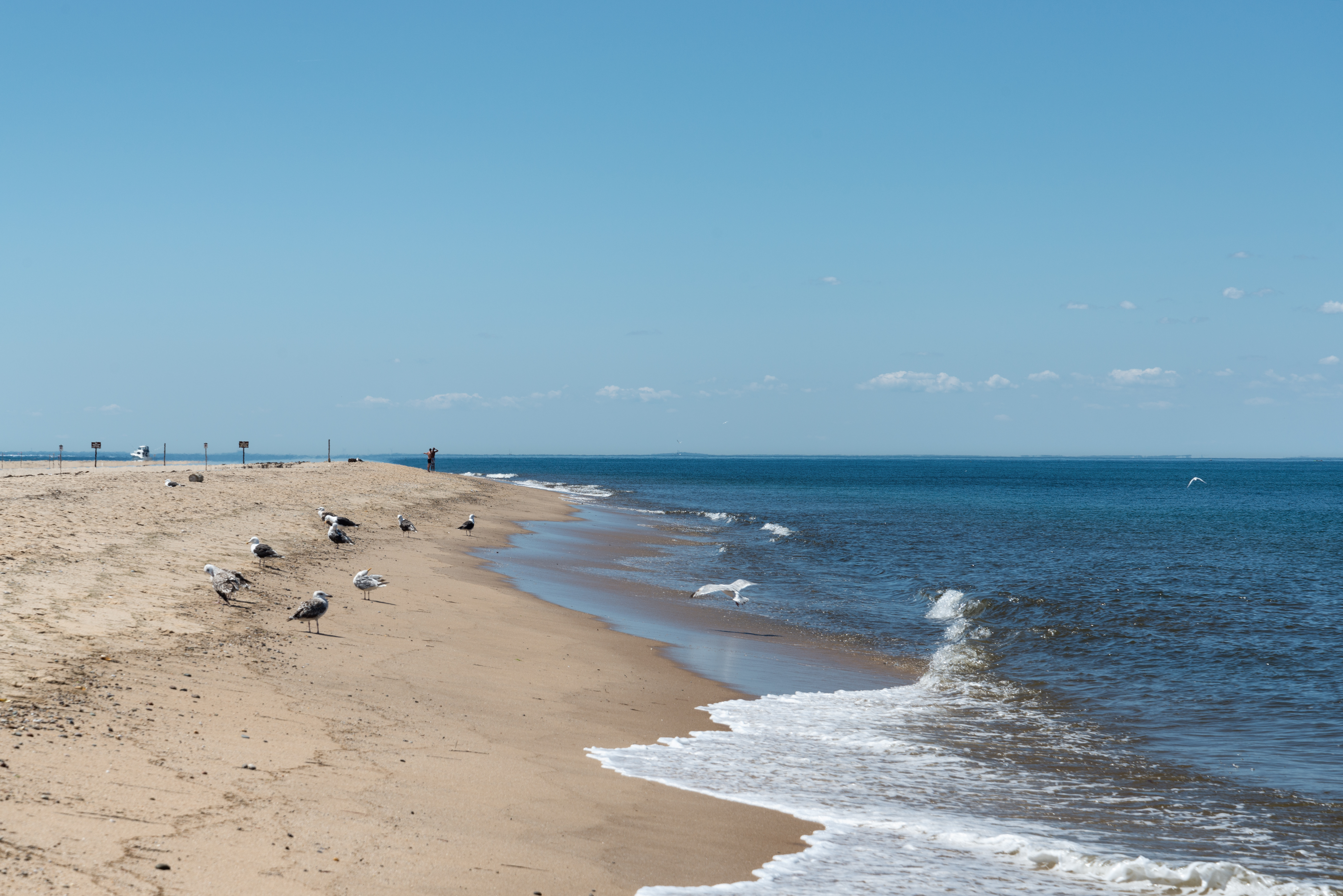
Playa en Race Point, Massachusetts, Estados Unidos.
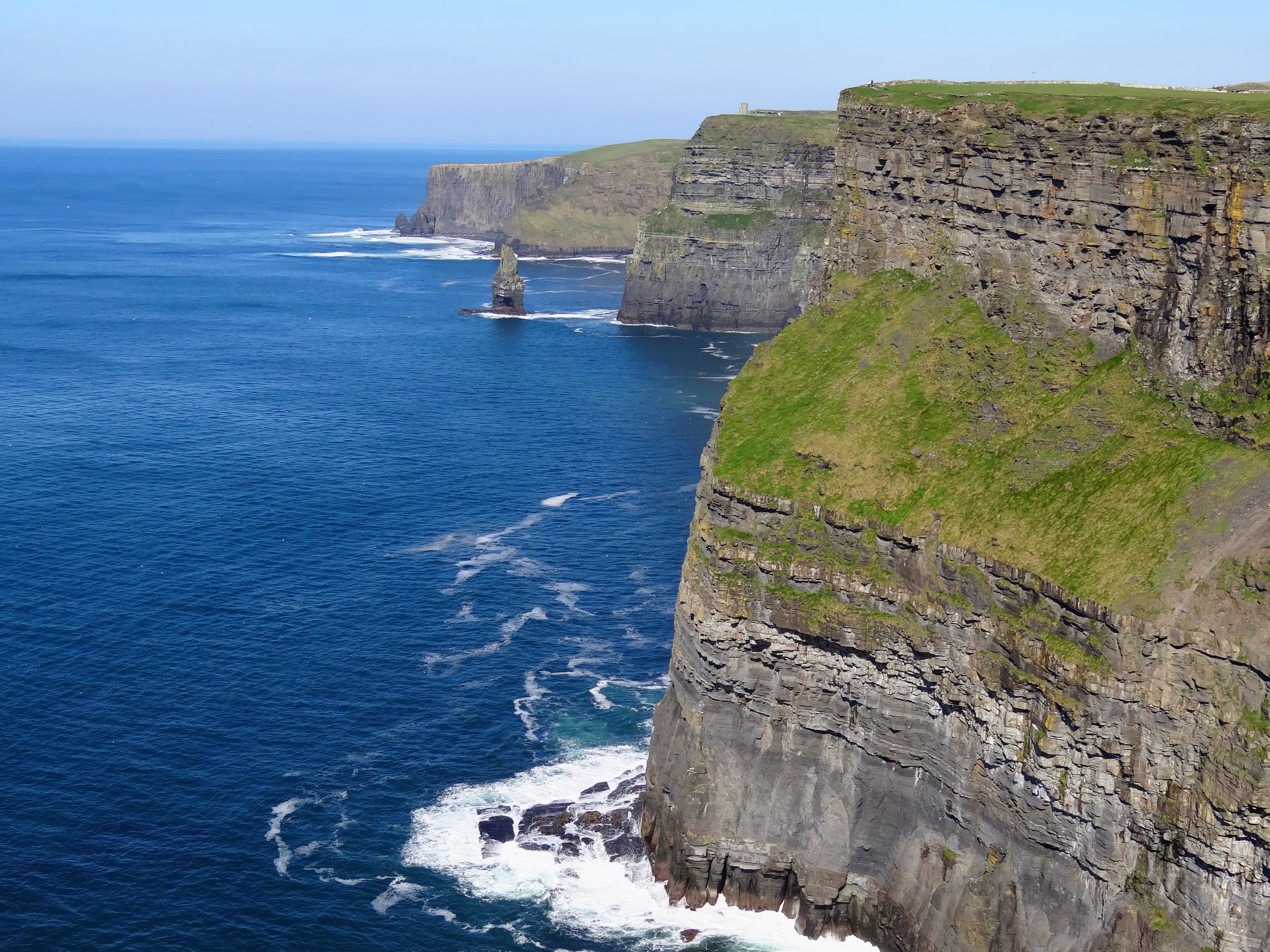
Acantilados de Moher (Irlanda).
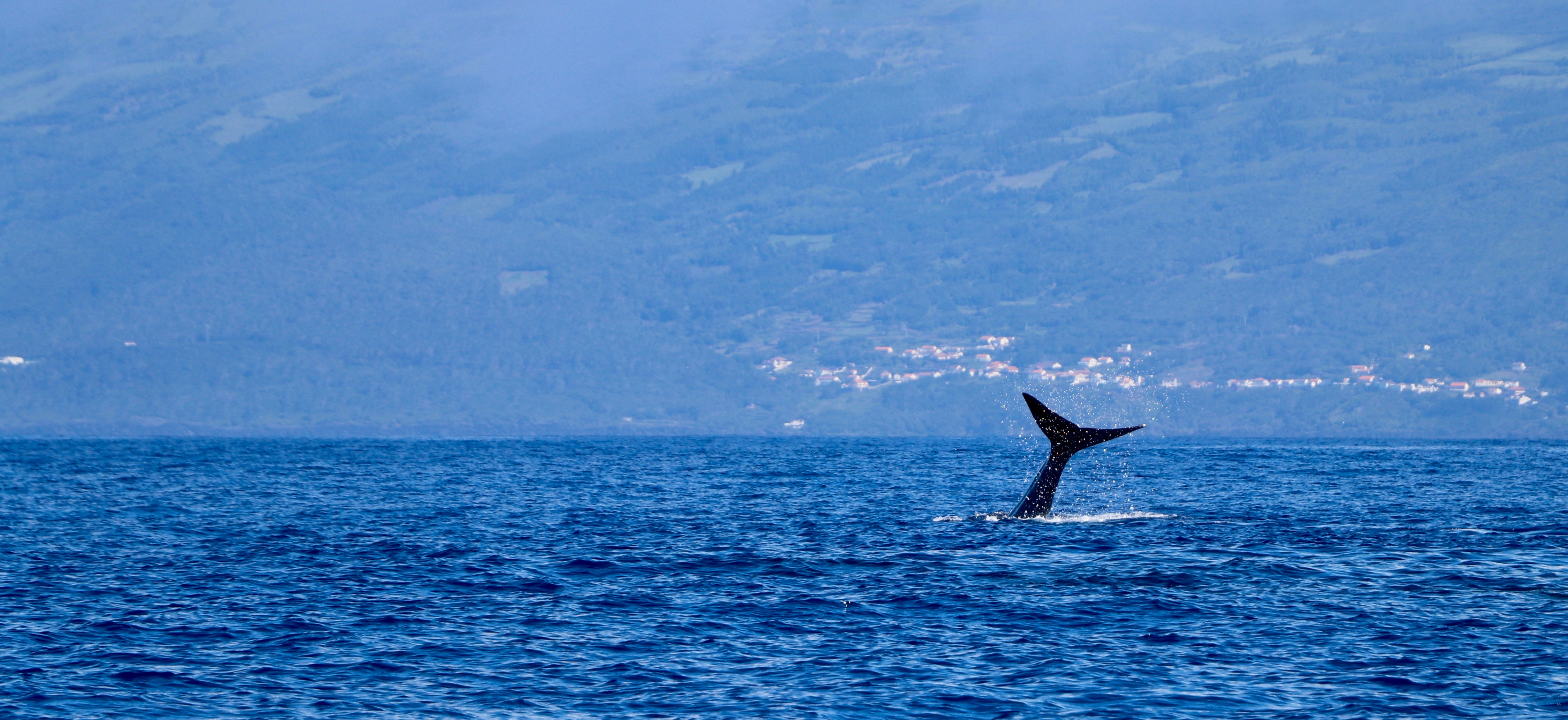
Ballena en la costa de la isla de Pico (Azores, Portugal)
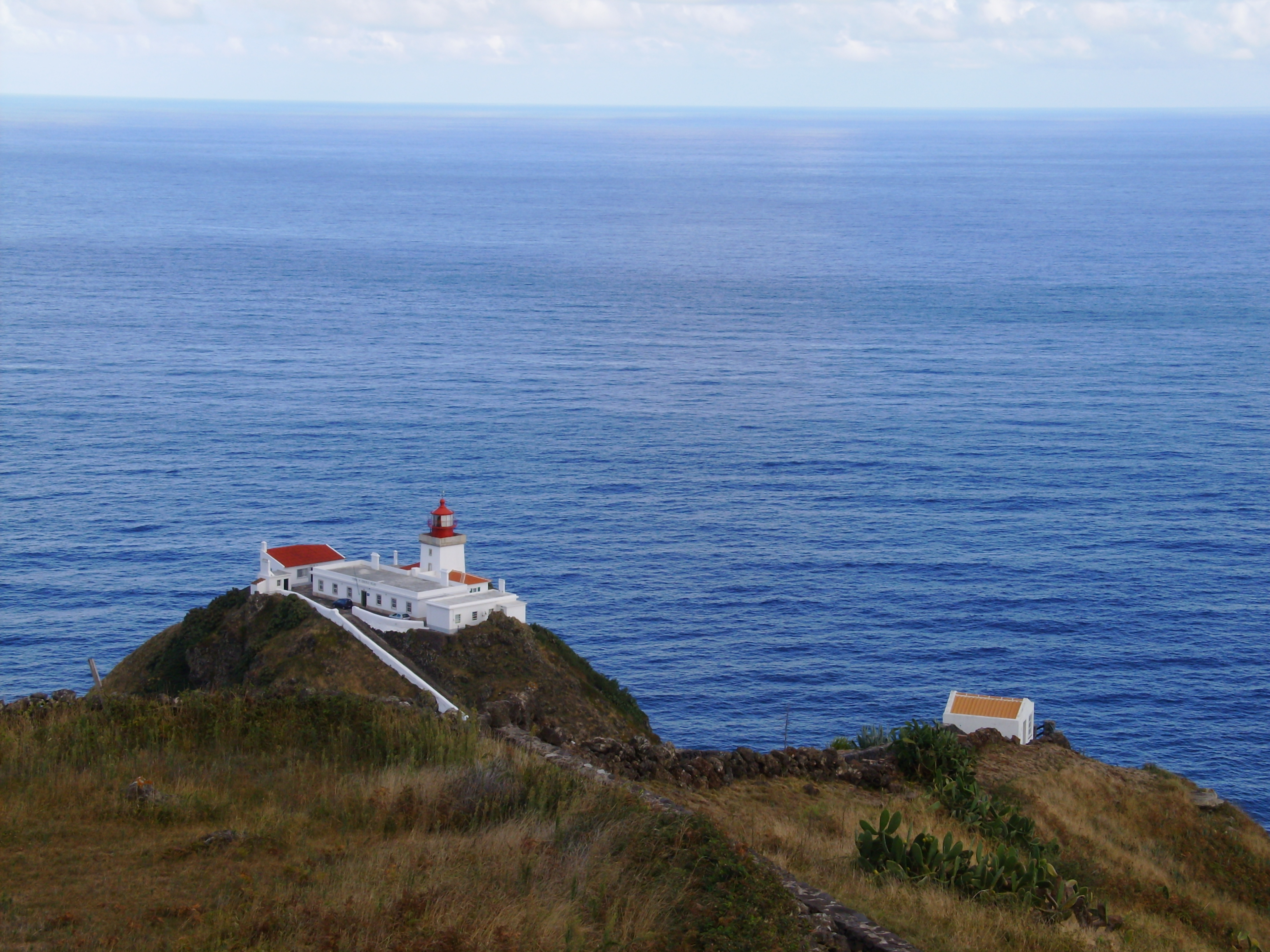
Faro de Gonçalo Velho (Isla de Santa María, Azores).
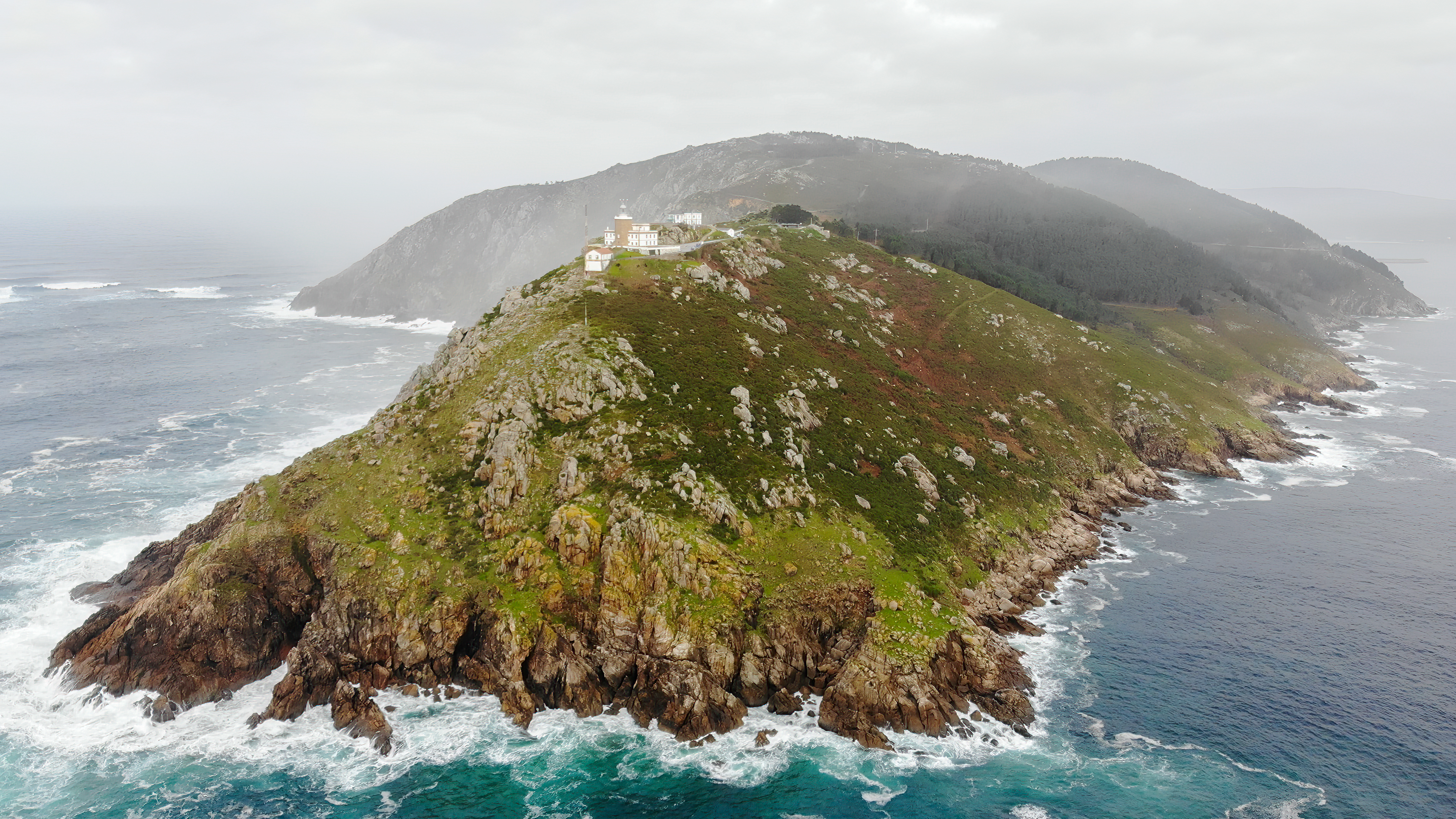
Cabo Finisterre (España), considerado el fin del mundo conocido hasta el siglo XV.
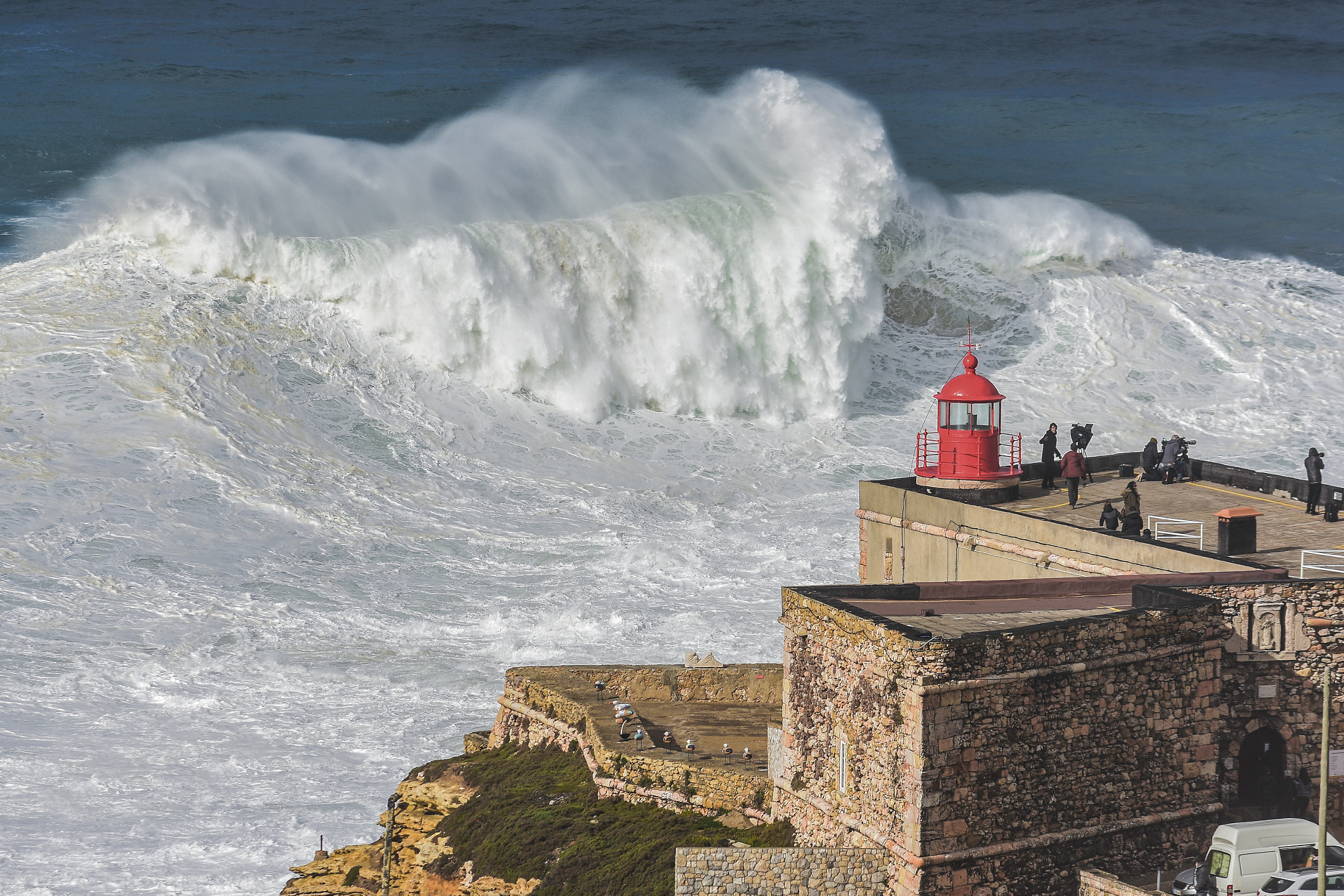
Olas gigantes en la costa de Nazaré (Portugal), consideradas las mayores del mundo.
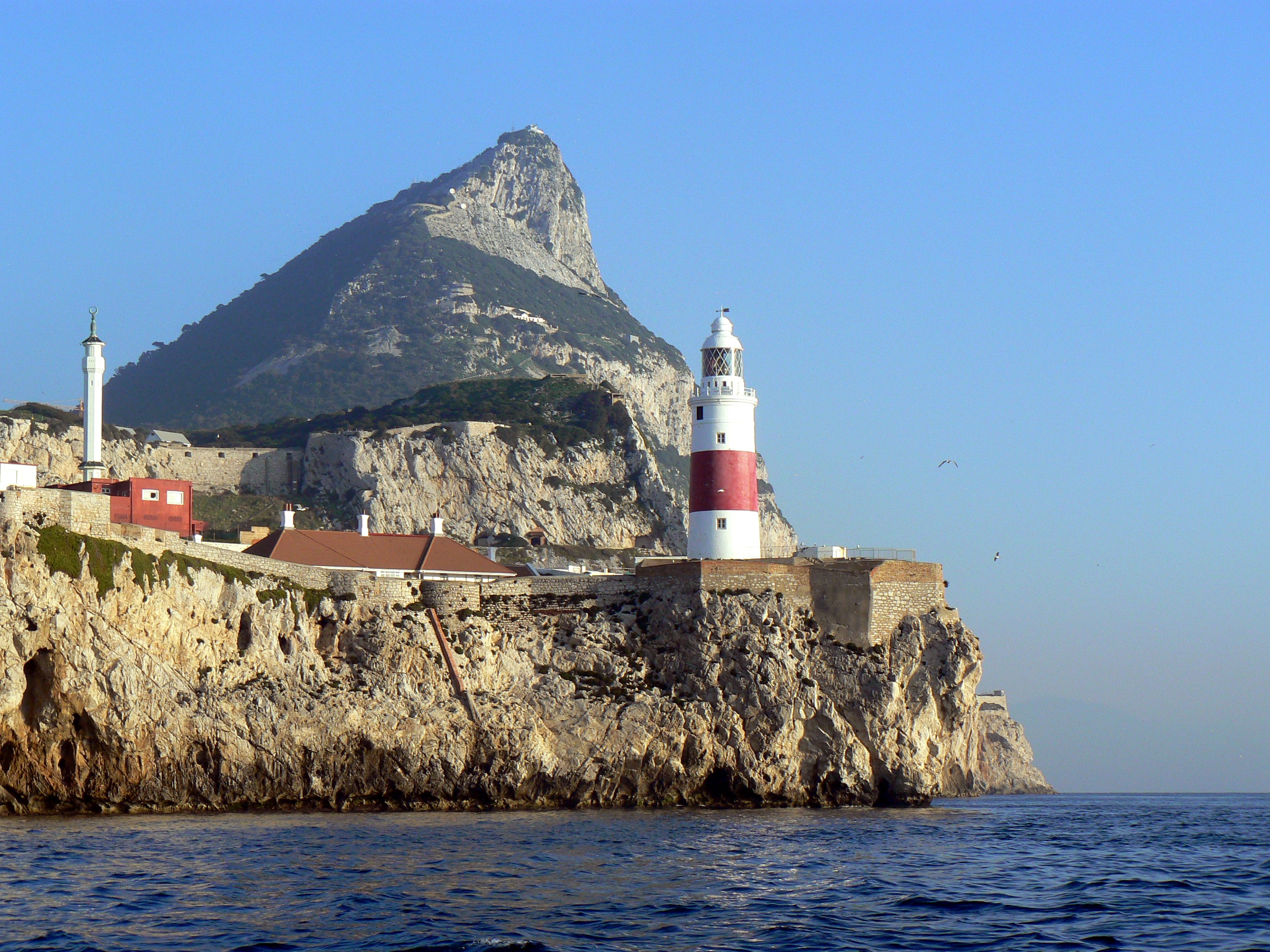
Punta de Europa (Estrecho de Gibraltar), entre el Atlántico y el Mar Mediterráneo.
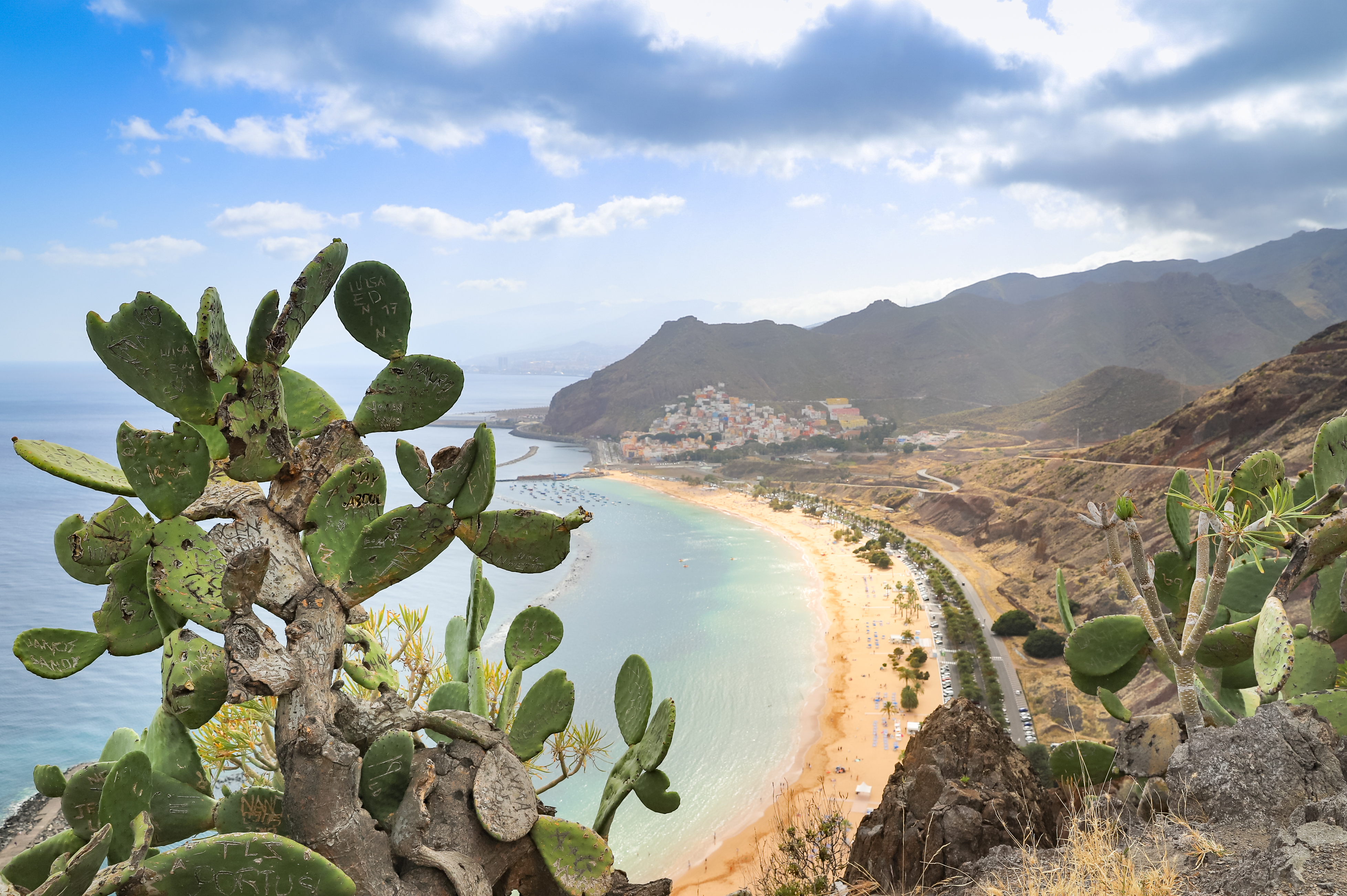
Playa de las Teresitas (Isla de Tenerife, Canarias, España).
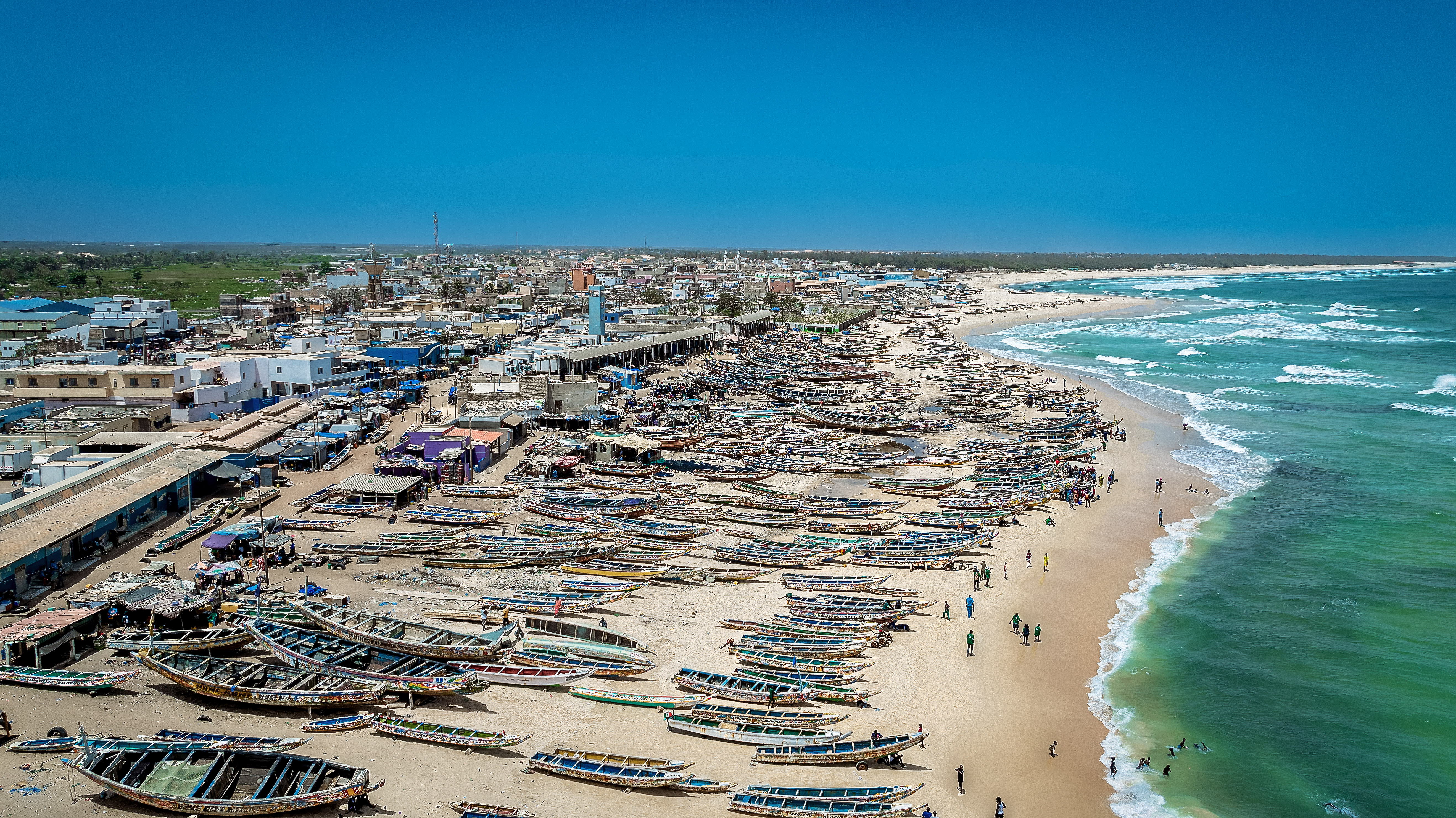
Playa de Kayar (Senegal)
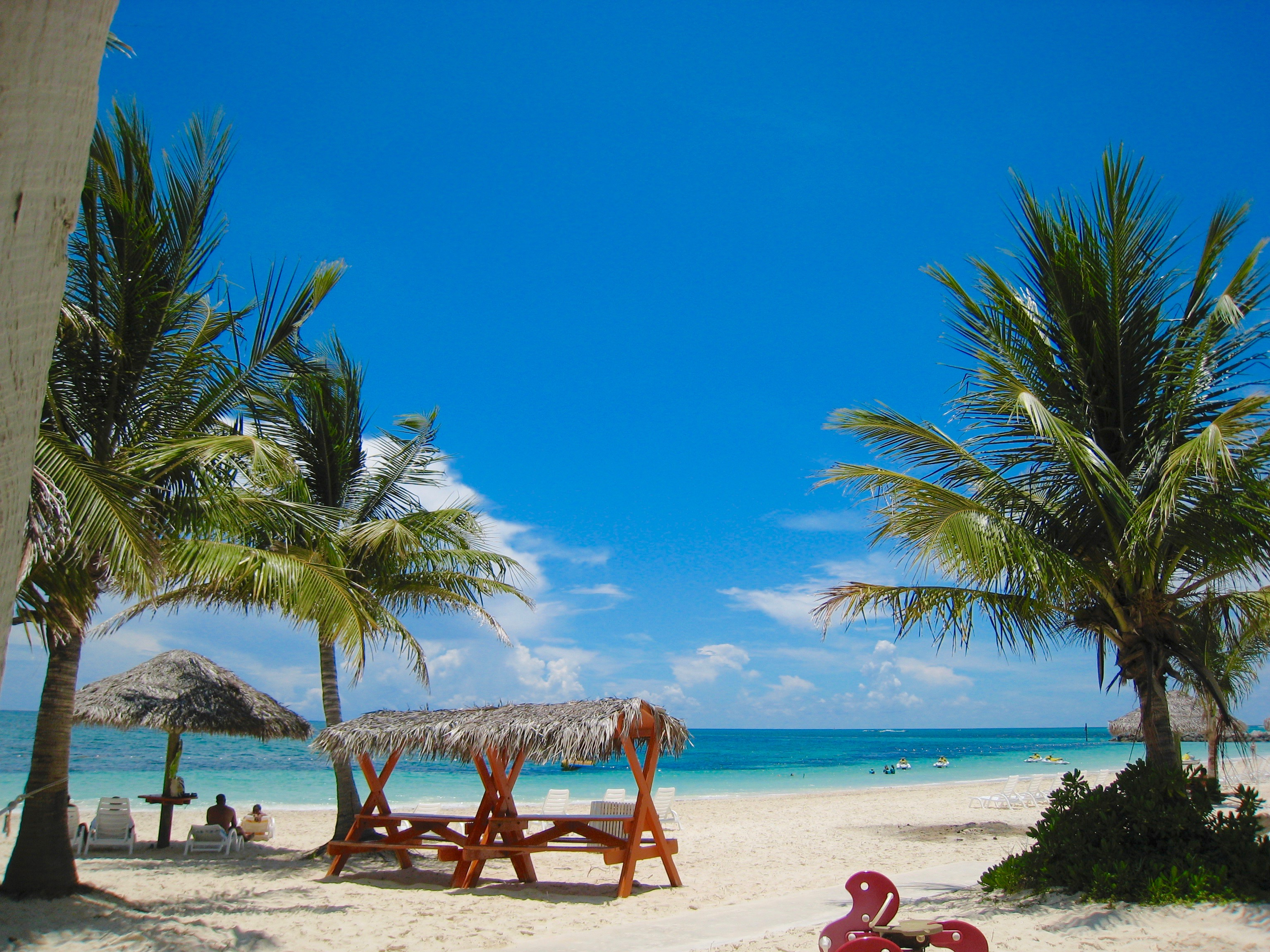
Playa Taino (Islas Bahamas), en el Atlántico tropical.
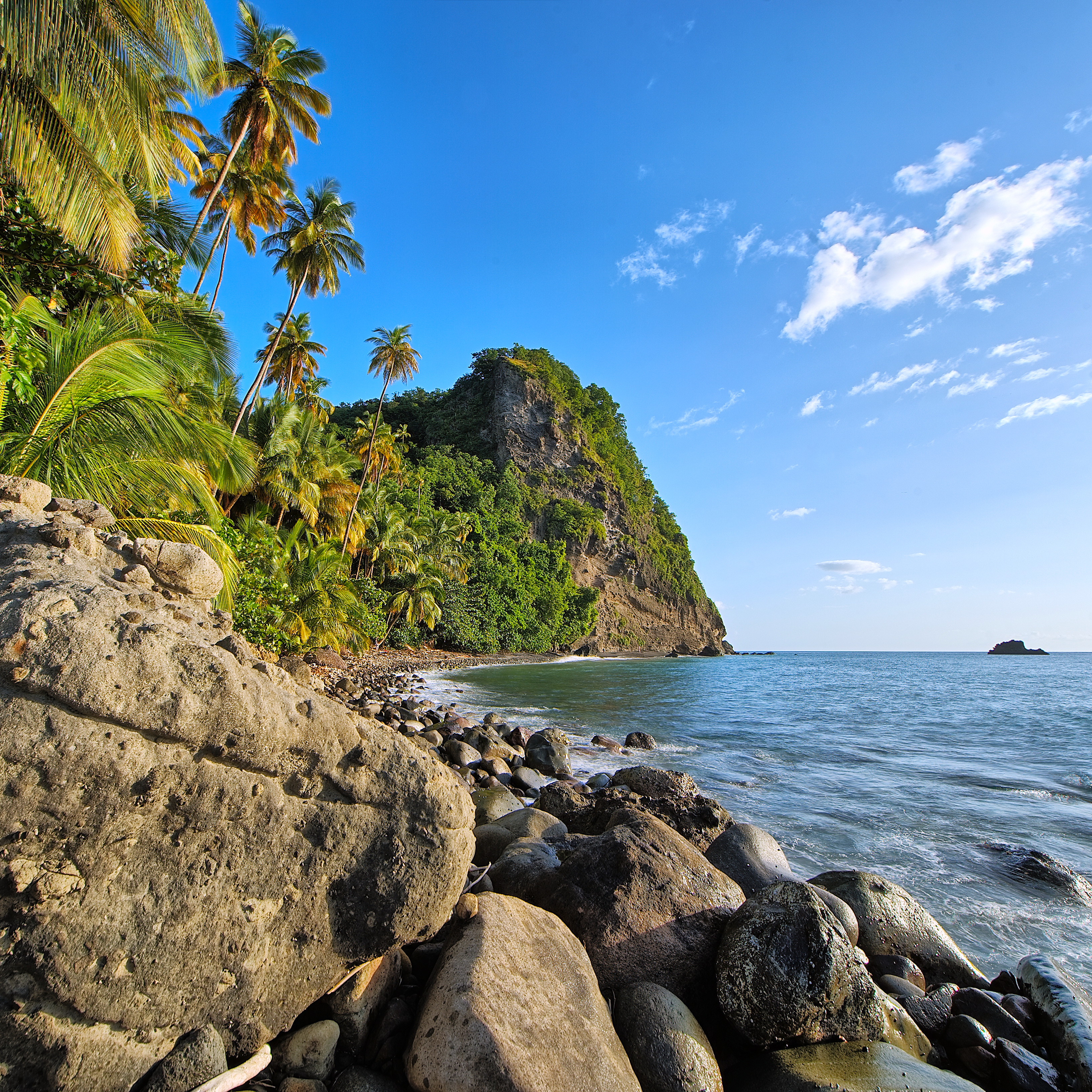
Costa en Martinica, entre el Mar Caribe y el Atlántico.
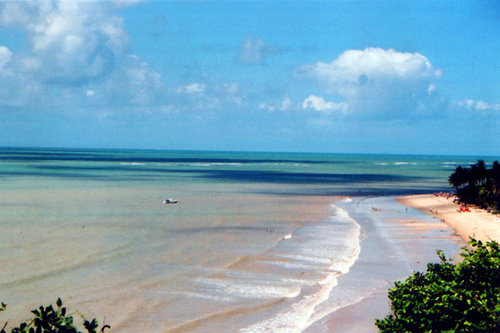
Punta de Seixas, cabo más oriental de toda América (João Pessoa, Brasil)
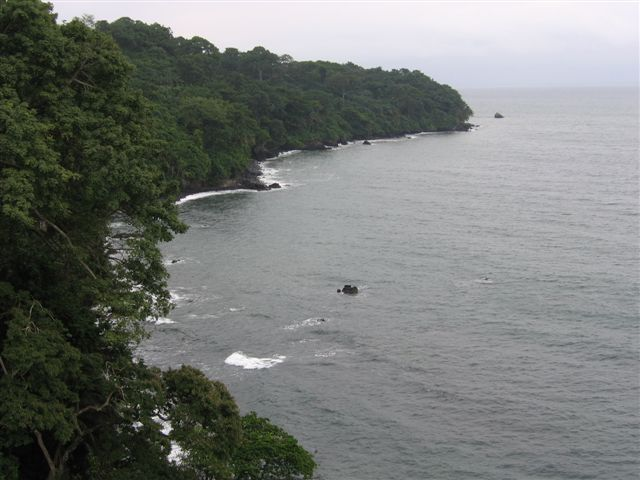
Isla de Bioko (Guinea Ecuatorial).
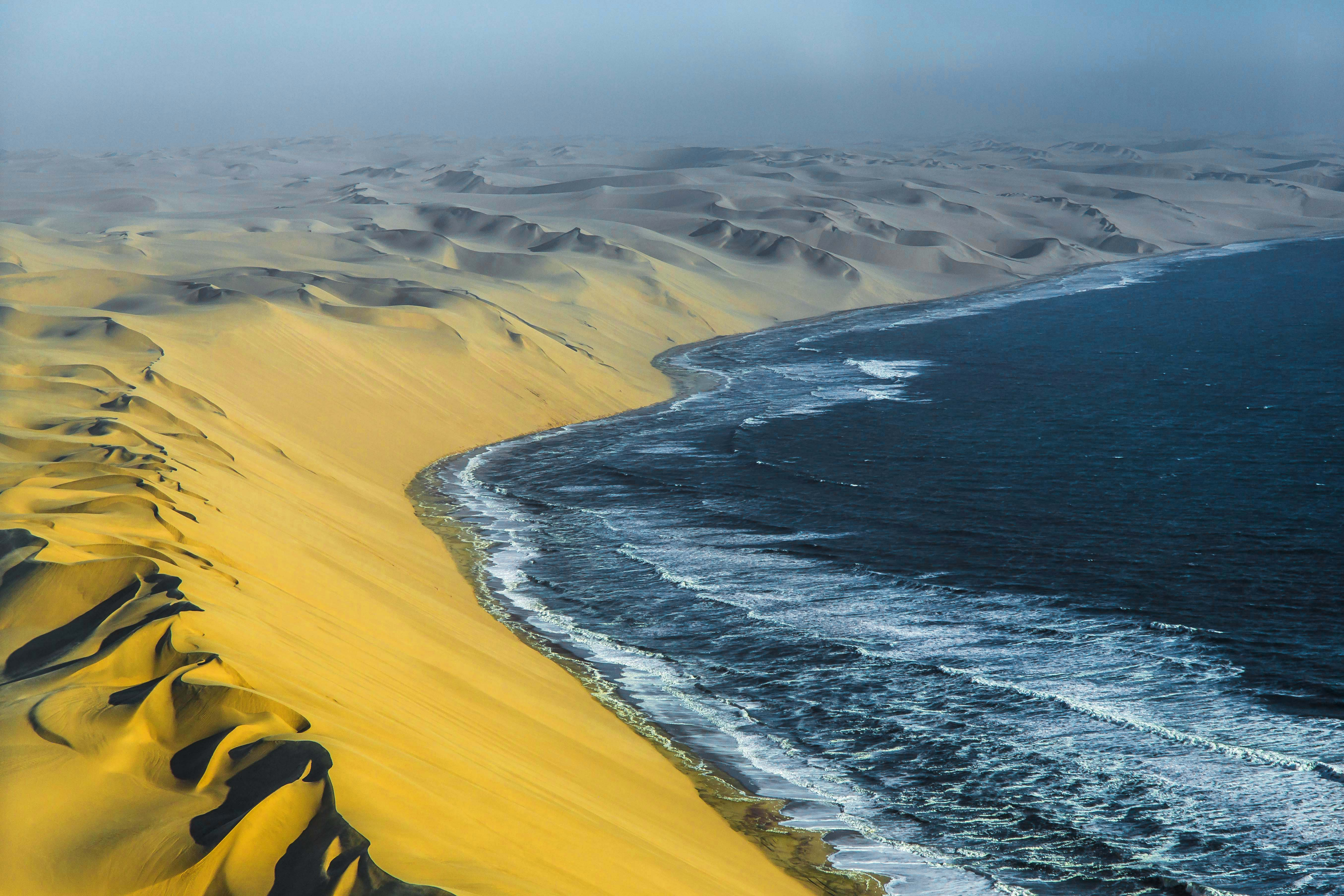
Océano Atlántico ante el Desierto del Namib (Namibia).
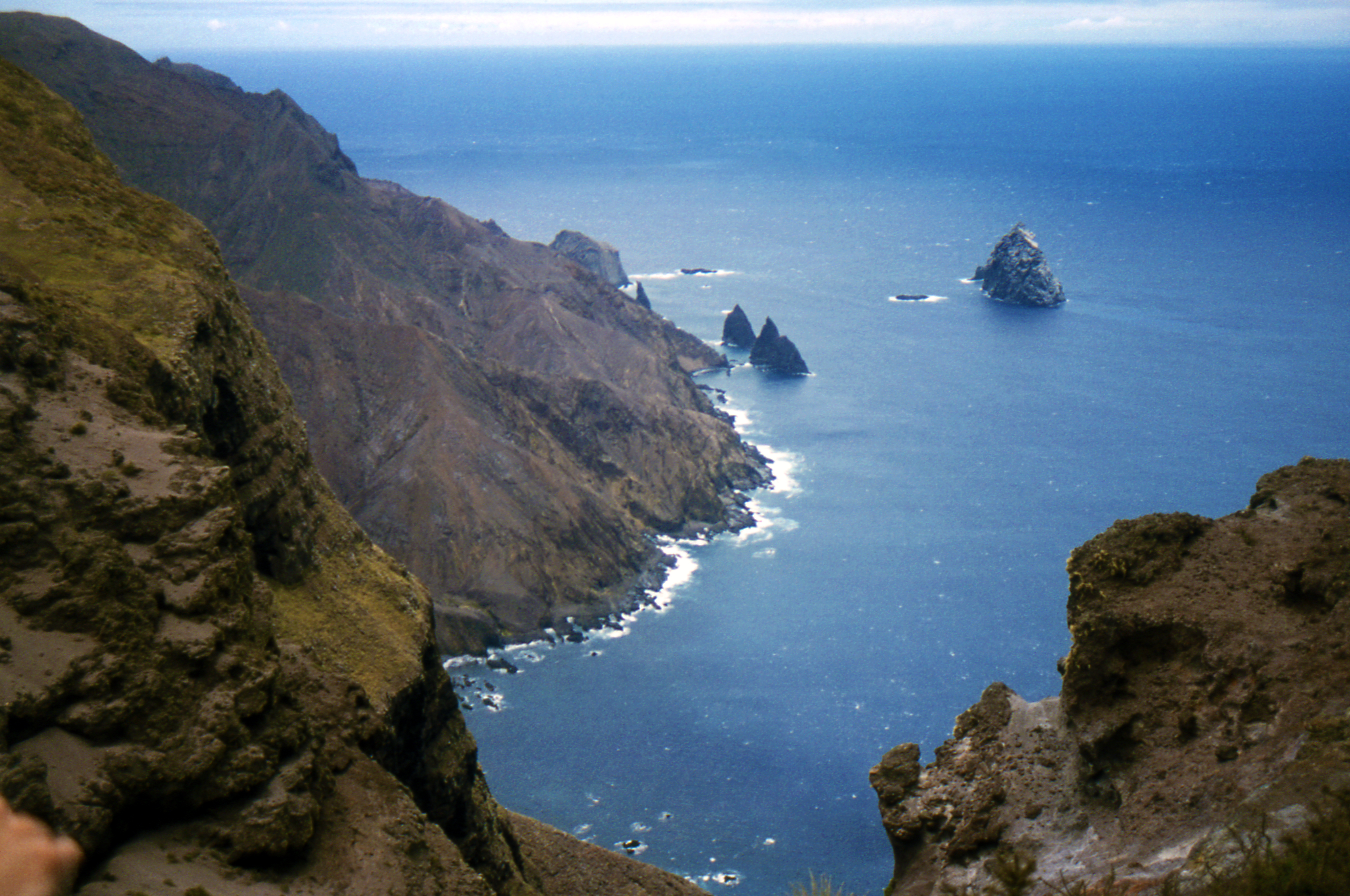
Costa de la isla de Santa Elena, lugar conocido mundialmente por ser la isla de destierro de Napoleón Bonaparte.
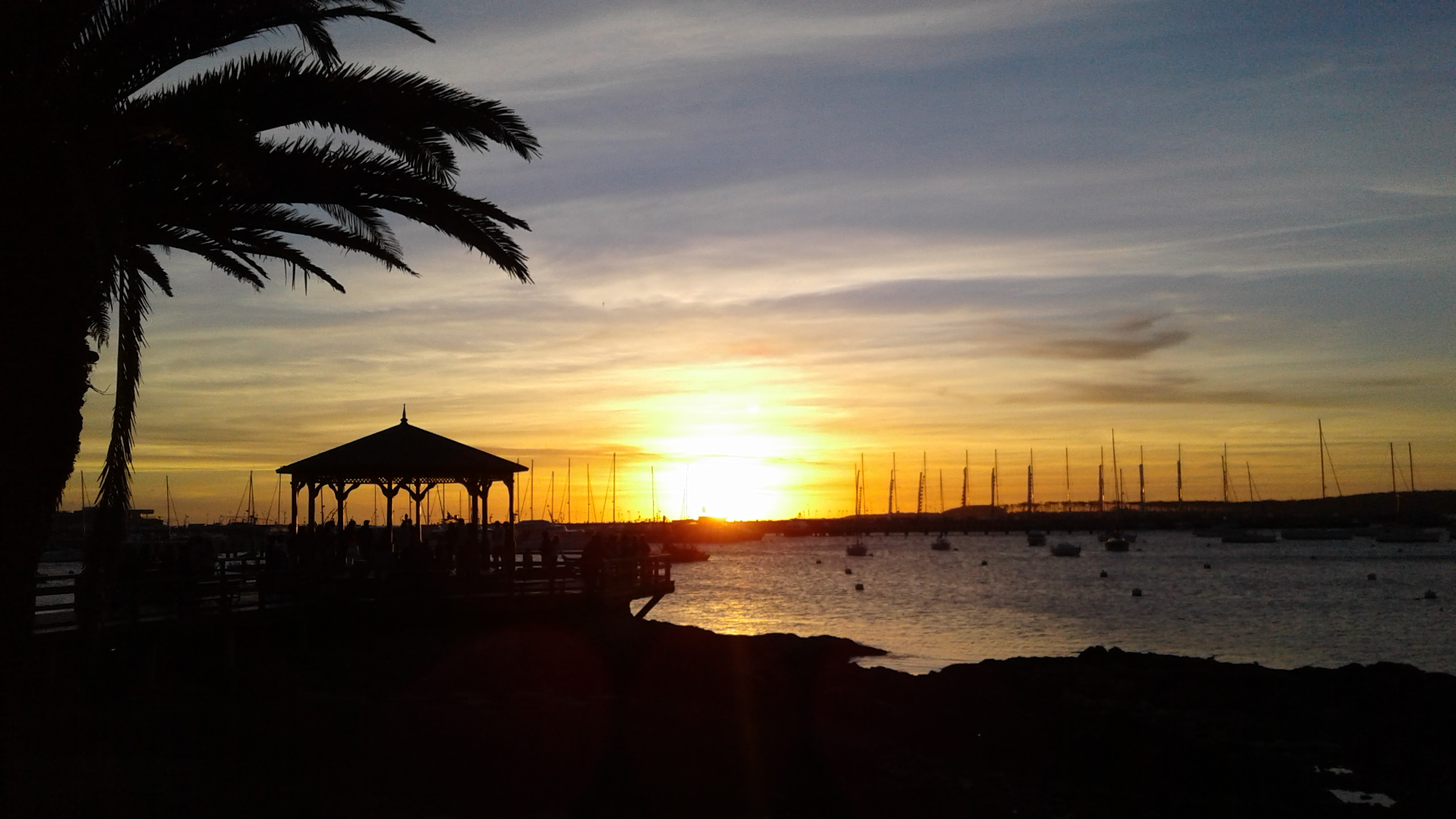
Atardecer en Punta del Este (Uruguay).
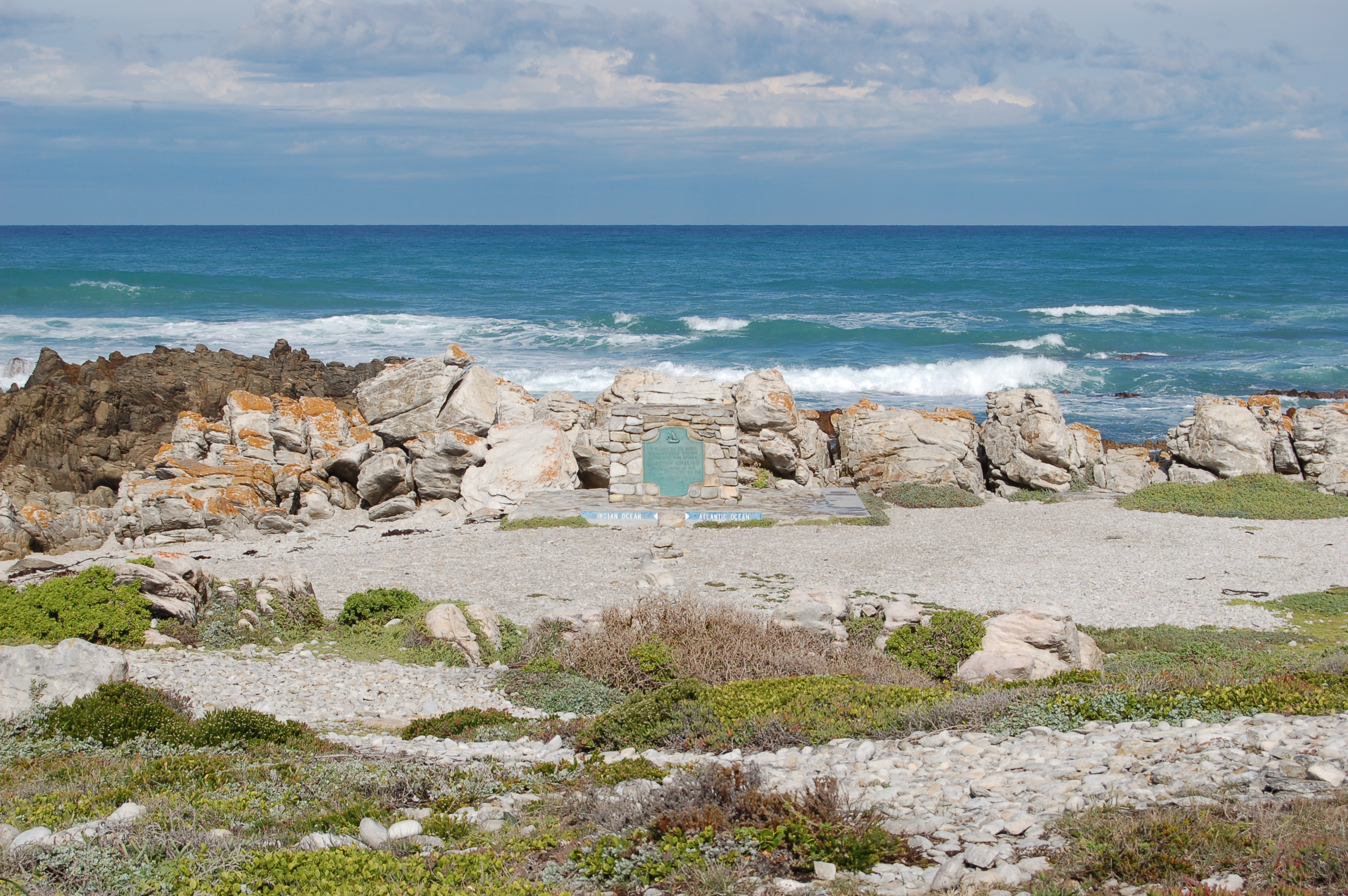
Cabo Agujas (División entre el Atlántico y el Océano Índico).
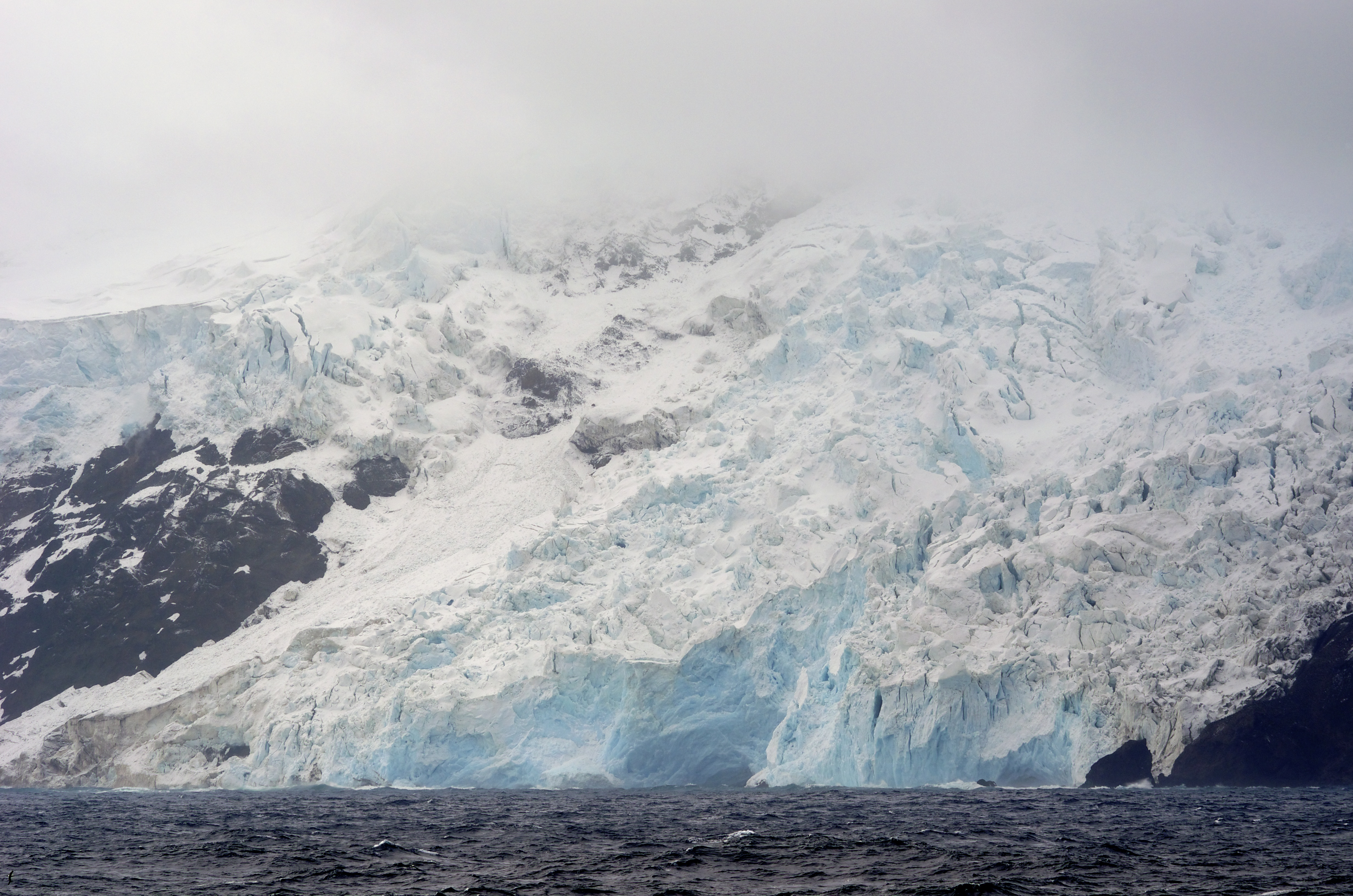
Isla Bouvet (Dependencia de Noruega en pleno Atlántico Sur).
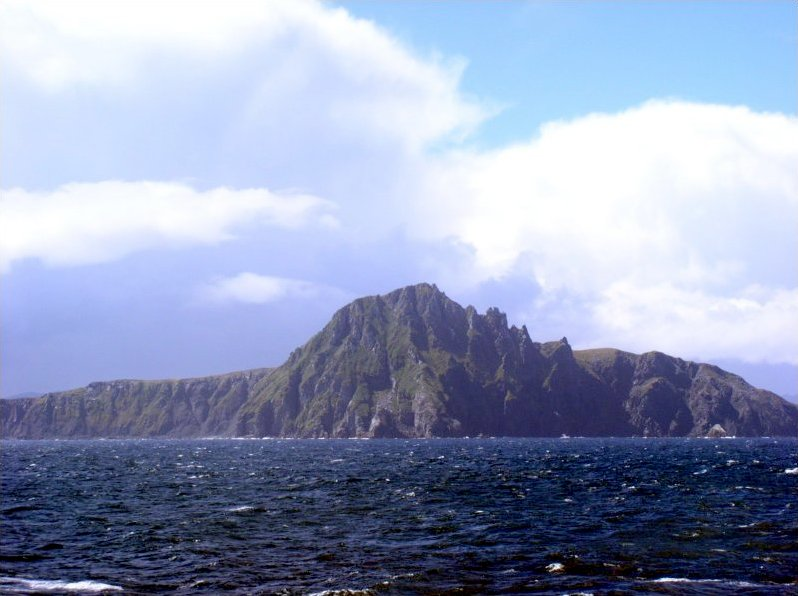
Cabo de Hornos (frontera natural entre el Atlántico y el Océano Pacífico).